# 볼드윈 로코모티브 웍스
볼드윈 로코모티브 웍스(Baldwin Locomotive Works, BLW)는 1825년부터 1951년까지 철도 기관차를 제조했던 미국의 제조업체였다. 원래 필라델피아에 위치했으나 20세기 초에는 인근 에디스톤으로 이전했다. 이 회사는 수십 년간 세계에서 가장 큰 증기 기관차 생산 업체였으나, 수요가 디젤 기관차로 바뀌면서 경쟁에 어려움을 겪었다. 볼드윈은 7만 대 이상의 기관차를 마지막으로 생산한 후 1951년 9월 11일 리마-해밀턴 코퍼레이션과 합병하여 볼드윈-리마-해밀턴 코퍼레이션을 설립했다.
이 회사는 호주 뉴사우스웨일스주의 소형 사탕수수 철도 디젤 기관차 제조업체인 E.M. 볼드윈 앤 선즈와는 관련이 없다.

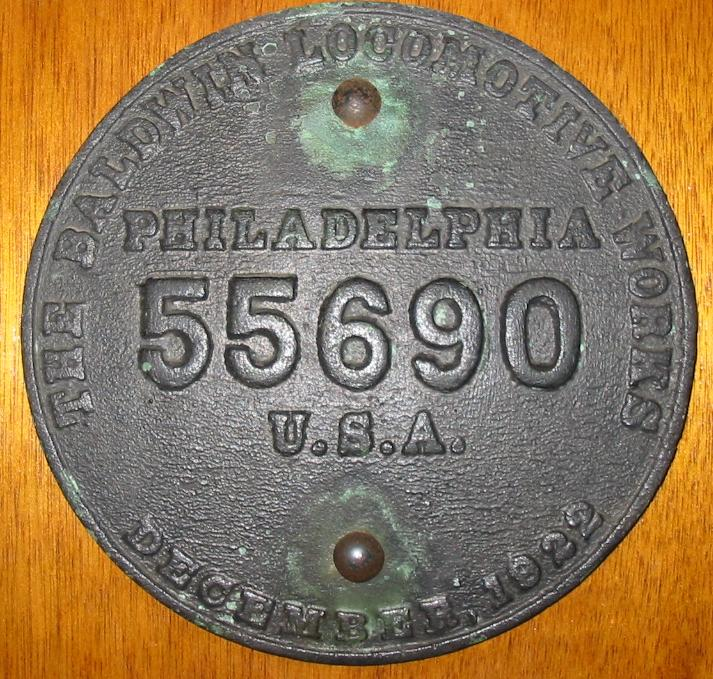
볼드윈 로코모티브 웍스 제작자 명판, 1922년

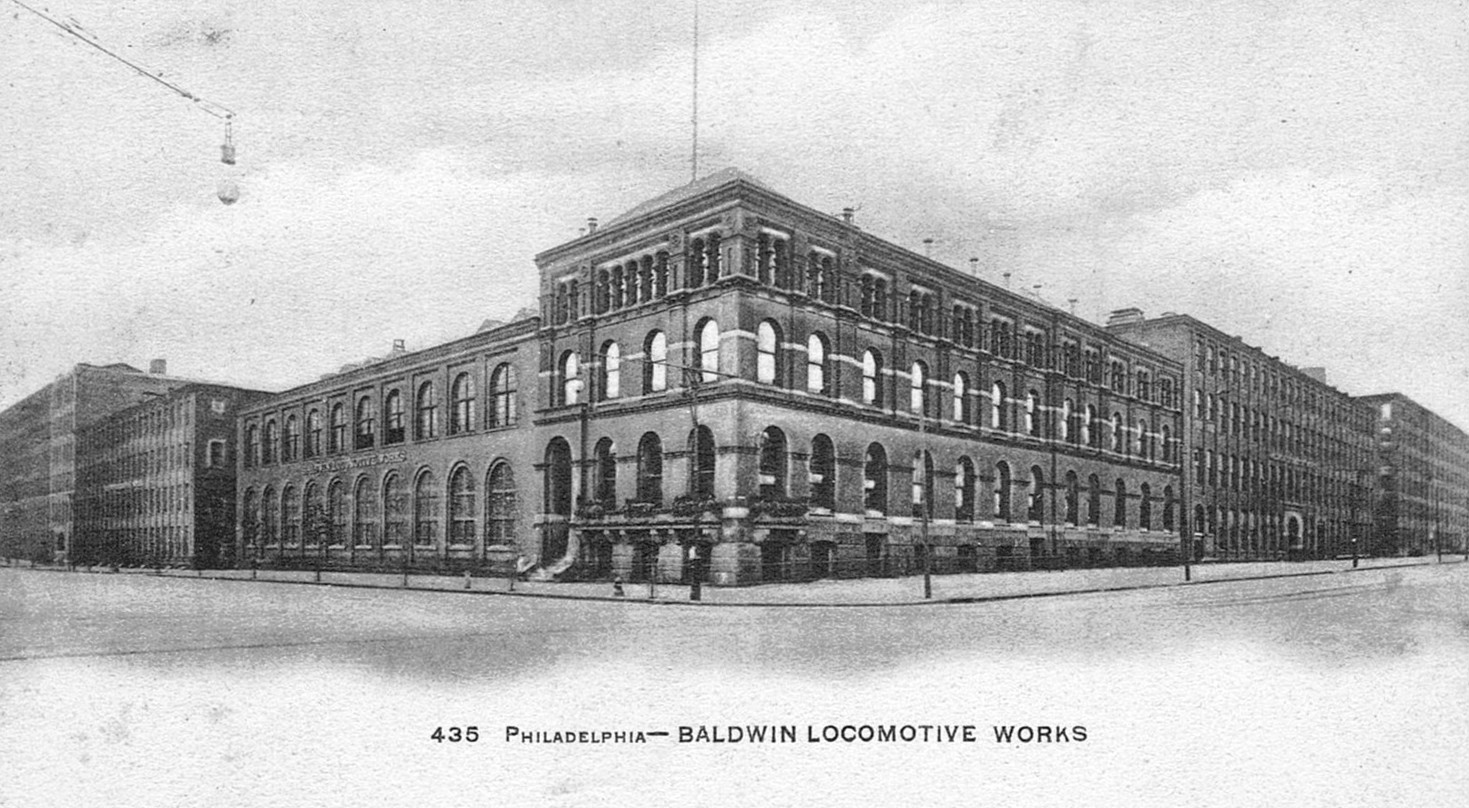
볼드윈 로코모티브 웍스, 1900년경

## 역사: 19세기

### 시작

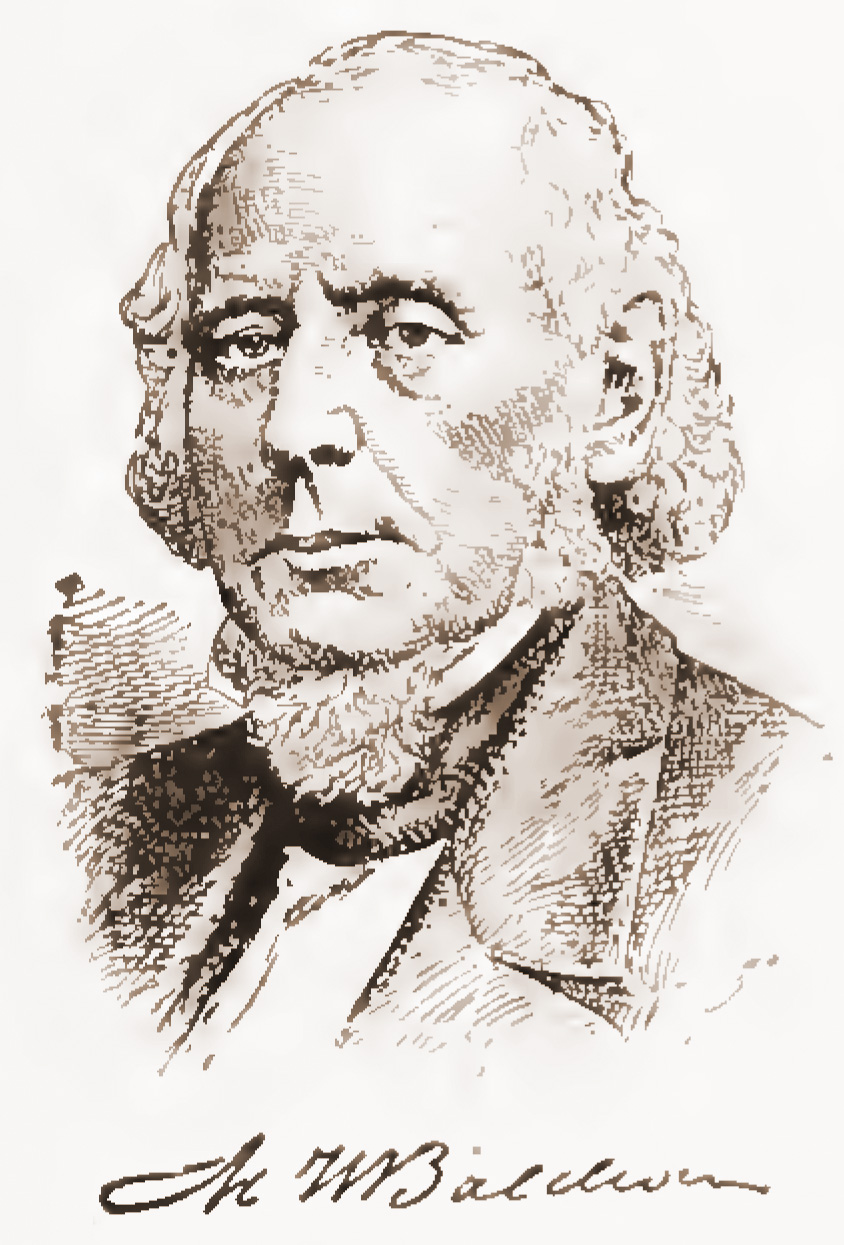
회사 설립자 매티아스 W. 볼드윈

설립자인 매티아스 W. 볼드윈은 보석상이자 백금 세공인으로, 1825년에 기계공 데이비드 H. 메이슨과 파트너십을 맺고 책 제본 도구와 캘리코 인쇄용 실린더를 만들기 시작했다. 볼드윈은 그 후 자신을 위해 작은 고정식 증기 기관을 설계하고 제작했다. 이 기관은 매우 성공적이고 효율적이어서 다른 기관을 만들어 달라는 요청을 받았다. 원래 기관은 60년 넘게 사용되었으며 공장의 많은 부서에 동력을 공급했고, 현재 워싱턴 D.C.의 스미소니언 협회에 전시되어 있다.
1831년, 볼드윈은 필라델피아 박물관의 요청으로 전시용 미니어처 기관차를 제작했는데, 이것이 성공적이어서 필라델피아 교외의 짧은 노선에서 운행할 기관차 주문을 철도 회사로부터 받았다. 캠던 & 앰보이 철도(C&A)는 이미 영국에서 존 불 기관차를 수입하여 뉴저지주 보든타운에 조립 대기 중이었는데, 볼드윈이 이를 검사하고 부품의 주요 치수를 기록했다.
현대적인 공작기계의 도움 없이 실린더는 나무 블록에 고정된 끌로 뚫었고 손으로 돌렸다. 작업자들은 거의 모든 작업을 하는 방법을 배워야 했고, 볼드윈은 그 자신도 많은 작업을 했다. 기관차 올드 아이언사이드는 1832년 11월 23일 필라델피아, 저먼타운 & 노리스타운 철도에서 완성되어 성공적으로 시험 운행되었다. 이 기관차는 20년 이상 운행되었다. 5 톤이 조금 넘는 무게에 지름 54 인치 (1.4 m)의 구동 바퀴, 보어 9 1⁄2 인치 (24 cm), 스트로크 18 인치 (46 cm)의 실린더를 갖추고 있었다. 바퀴는 무거운 주철 허브, 나무 바퀴살과 림, 단철 타이어로 되어 있었고, 외부 프레임은 나무로 만들어졌다. 지름 30 인치 (0.76 m)의 보일러는 증기를 발생시키는 데 20분이 걸렸다. 최고 속도는 28 mph (45 km/h)였다.

### 초기
볼드윈은 1837년 공황에서 살아남기 위해 고군분투했다. 생산량은 1837년 40대에서 1840년에는 단 9대로 떨어졌고, 회사는 막대한 빚을 지게 되었다. 생존 전략의 일환으로 매티아스 볼드윈은 조지 베일과 조지 휴프티를 파트너로 영입했다. 이 파트너십은 비교적 단명했지만, 볼드윈이 경제적 어려움을 극복하는 데 도움이 되었다.
제라 콜번은 볼드윈 로코모티브 웍스와 긴밀한 관계를 맺었던 많은 엔지니어 중 한 명이었다. 1854년(주간지인 《레일로드 애드보케이트》 창간)부터 1861년 콜번이 런던, 영국에서 거의 영구적으로 일하기 시작할 때까지, 이 언론인은 M. W. 볼드윈과 자주 연락을 취했으며, 이는 《제라 콜번: 어둠의 정신》에 기록되어 있다. 콜번은 볼드윈의 작업 품질에 대해 극찬했다.
1850년대에는 철도 건설이 국가적 집착이 되었고, 특히 중서부와 남부에서 많은 새로운 운송 업체가 생겨났다. 이는 볼드윈 제품에 대한 수요를 증가시키는 데 도움이 되었지만, 더 많은 회사가 기관차 생산 분야에 진입하면서 경쟁도 심화되었다.
그럼에도 불구하고 볼드윈은 주문량을 따라잡는 데 어려움을 겪었고, 1850년대 초에는 노동자들에게 성과급을 지불하기 시작했다. 1857년까지 회사는 66대의 기관차를 생산하고 600명의 직원을 고용했다. 그러나 또 다른 경제 침체, 이번에는 1857년 공황이 다시 사업을 위축시켰다. 1858년에는 생산량이 50퍼센트 감소했다.

### 1860년-1899년
남북 전쟁은 처음에는 볼드윈에게 재앙처럼 보였다. 존 K. 브라운의 《볼드윈 로코모티브 웍스, 1831-1915: 미국 산업 관행 연구》에 따르면, 분쟁 초기에 볼드윈은 주요 시장으로 남부 철도에 크게 의존했다. 1860년에는 볼드윈 생산량의 거의 80%가 곧 연합에서 탈퇴할 주들의 운송 업체로 향했다. 그 결과, 1861년 볼드윈의 생산량은 전년 대비 50% 이상 감소했다. 그러나 남부 판매 감소는 미국 군사 철도와 펜실베이니아 철도의 구매로 상쇄되었는데, 펜실베이니아 철도는 교통량이 급증했고, 볼드윈은 1861-1865년 전쟁 중 운송 업체들을 위해 100대 이상의 기관차를 생산했다.
매티아스 볼드윈이 1866년에 사망할 무렵, 그의 회사는 기관차 생산 업체 중 로저스 로코모티브 & 머신 웍스와 최고 자리를 놓고 경쟁하고 있었다. 1870년까지 볼드윈은 선두를 차지했으며, 10년 후에는 미국 제조 센서스에 따르면 가장 가까운 경쟁업체보다 21⁄2배 더 많은 기관차를 생산하고 있었다.

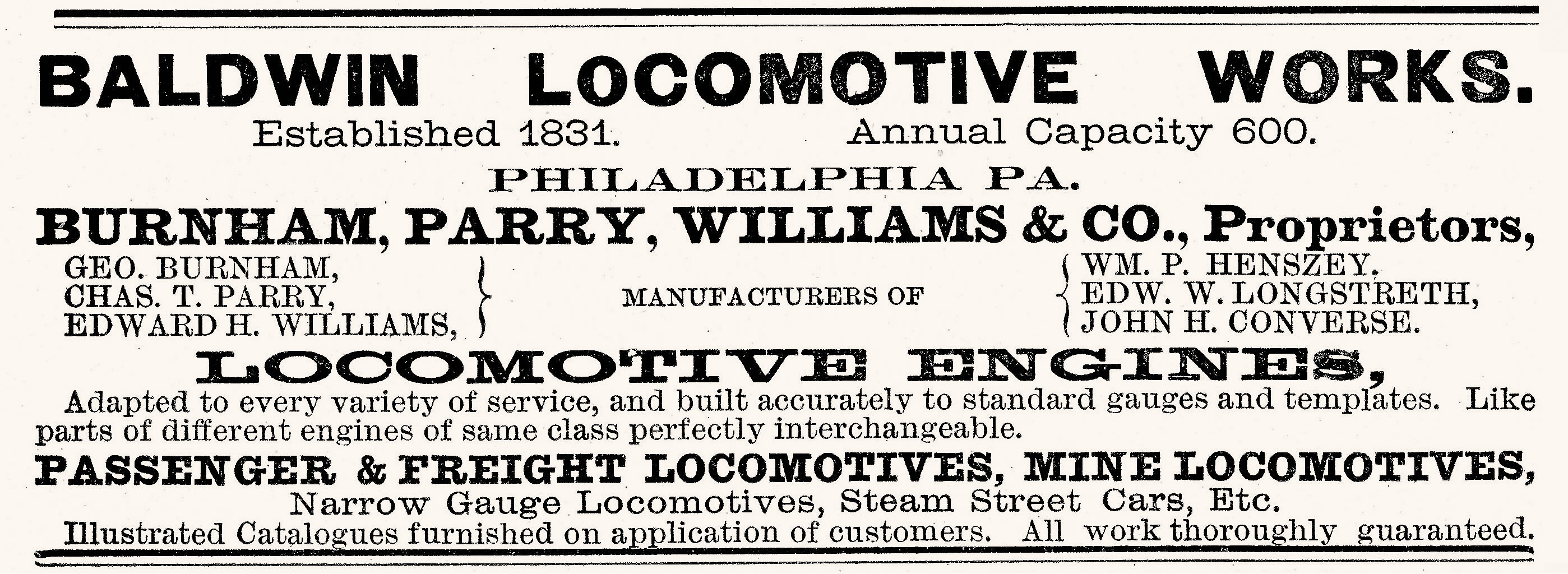
1882년 볼드윈 로코모티브 웍스 광고

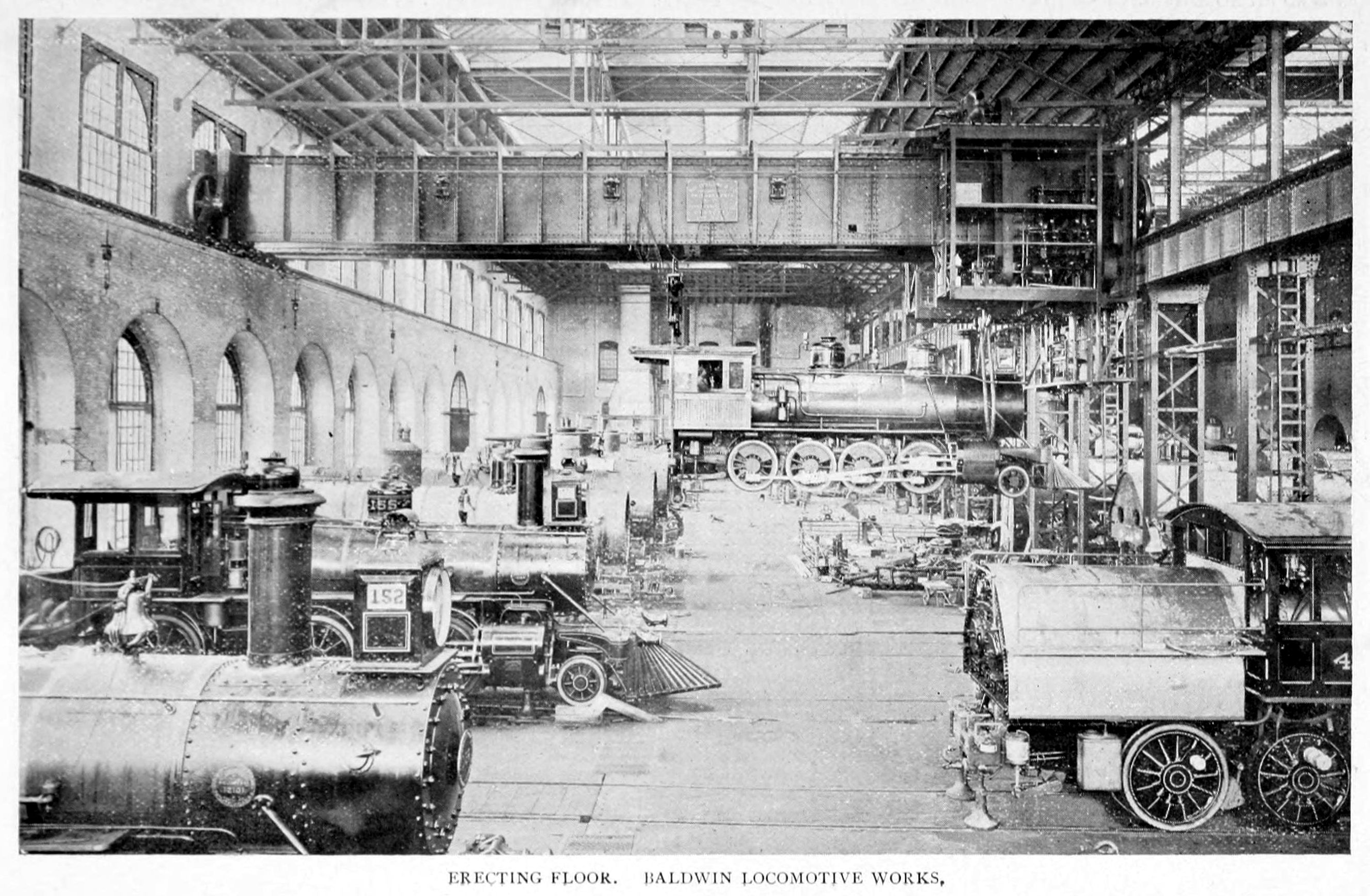
볼드윈 로코모티브 웍스, 조립장, 1896년

1897년 볼드윈 로코모티브 웍스는 호레이스 루시안 아놀드의 일련의 기사에서 성공적인 공장 관리의 사례 중 하나로 소개되었다. 이 기사는 특히 공장 관리에서 사용된 성과급 시스템을 설명했다.
버튼 (1899)은 "볼드윈 로코모티브 웍스에서는... 성과급이 거의 변경되지 않는다... 일부 요금은 지난 20년 동안 변하지 않았으며, 작업자는 자신의 노력과 능력으로 주간 수입을 늘릴 수 있을 때 더 높이 평가된다. 그는 자신의 수입을 늘림으로써 성과급 인하를 초래하지 않고, 동일한 주간 임금을 유지하기 위해 더 많은 노력을 기울여야 한다는 압력을 받지 않을 것이라는 것을 알기 때문에 가능한 한 생산량을 늘릴 절대적인 인센티브를 가지고 있다."고 언급했다.

## 역사: 20세기

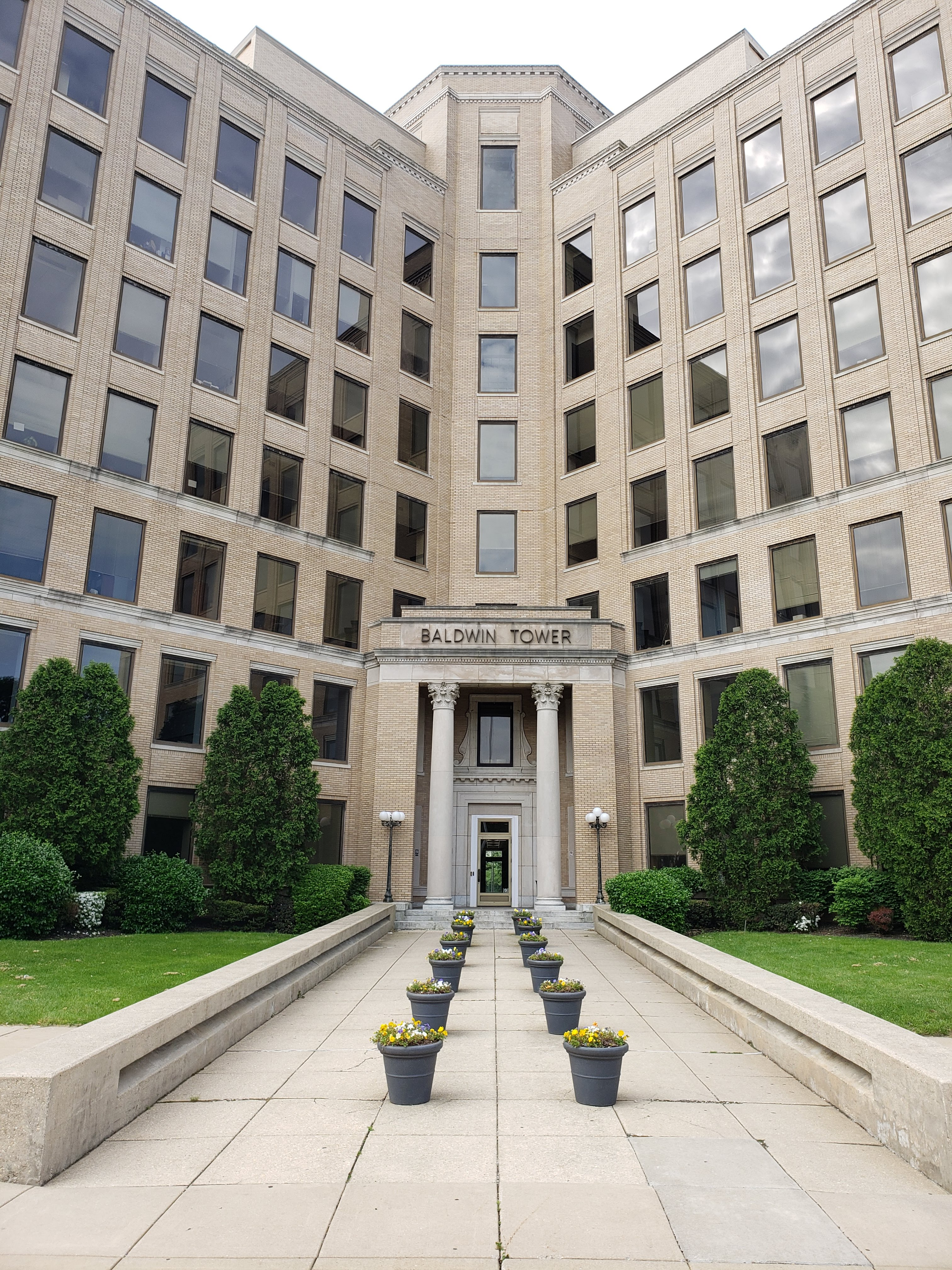
에디스톤 (펜실베이니아주)의 볼드윈 타워

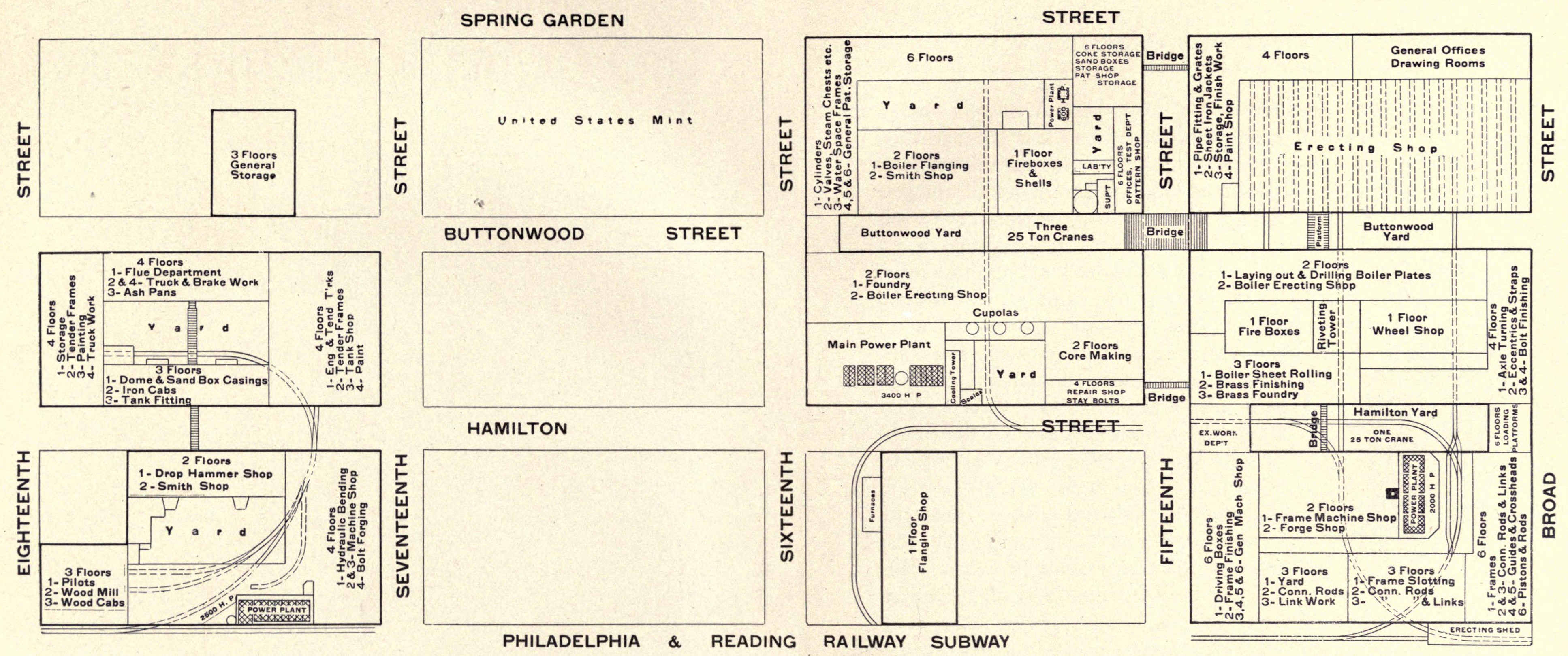
1903년경 필라델피아 볼드윈 로코모티브 웍스 평면도

처음에 볼드윈은 비좁은 196-에이커 (0.79 km2) 브로드 스트리트 필라델피아 공장에서 훨씬 더 많은 증기 기관차를 제작했지만, 1906년에는 인근 에디스톤 (펜실베이니아주)의 스프링 스트리트에 위치한 616-에이커 (2.49 km2) 부지로 생산을 점진적으로 이전하기 시작했다. 브로드 스트리트는 비좁았지만, 브로드 스트리트에서 18번가까지, 그리고 스프링 가든 스트리트에서 노블 스트리트 바로 지나 리딩 컴퍼니 철도까지 8개의 도시 블록 대부분을 차지하는 거대한 단지였다. 에디스톤은 연간 3000대 이상의 기관차를 생산할 수 있는 능력을 가지고 있었다. 브로드 스트리트에서 이전은 1920년대 후반에 완료되었다.

### 도금 시대

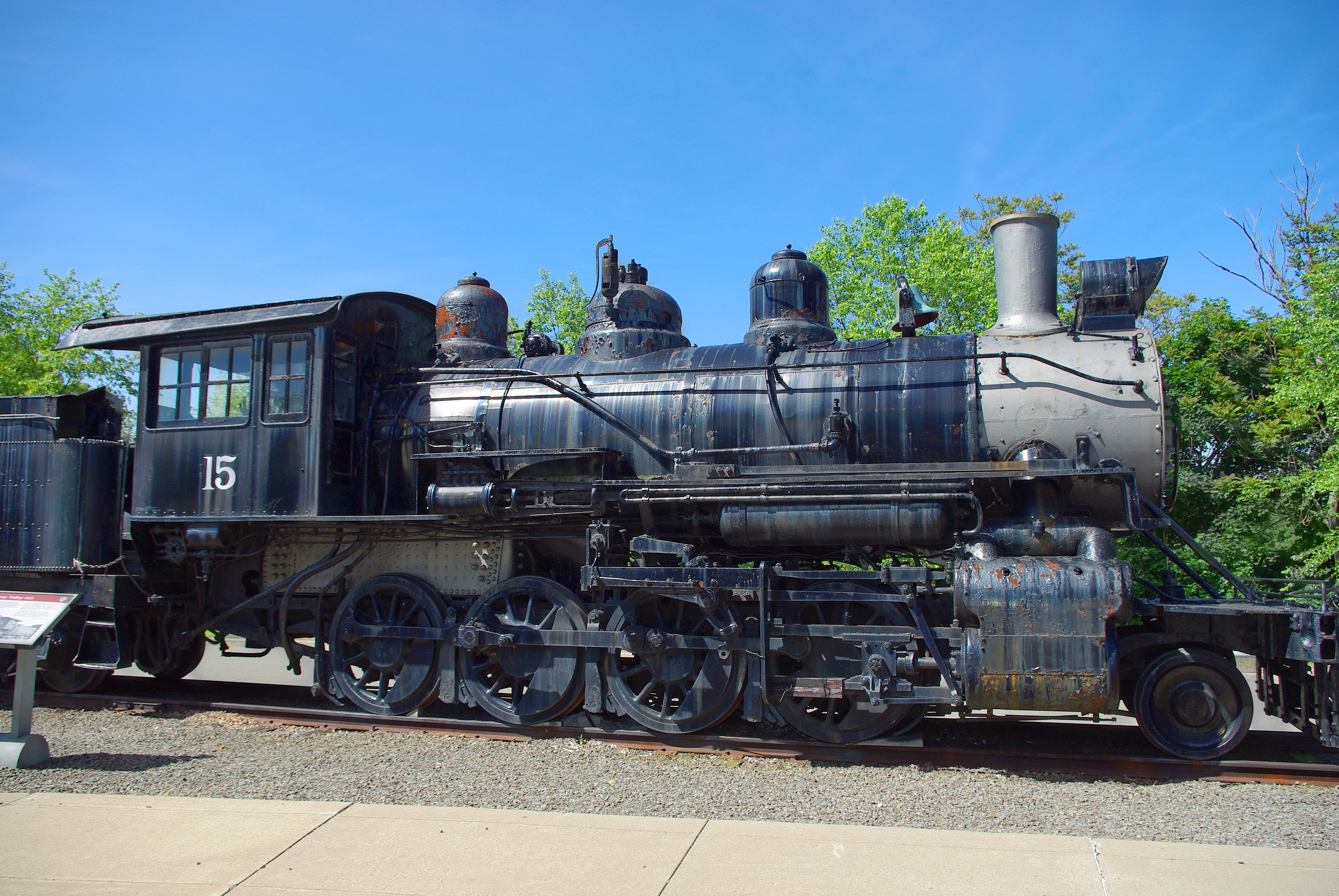
이 볼드윈 2-8-0 컨솔리데이션형 기관차는 1916년 오네이다 & 웨스턴 철도를 위해 제작되었으며, 1937년부터 1953년까지 라웨이 밸리 철도의 뉴저지 단거리 노선에서 운행되었다. 현재 스팀타운 국립 역사 유적지에 보존되어 있다.

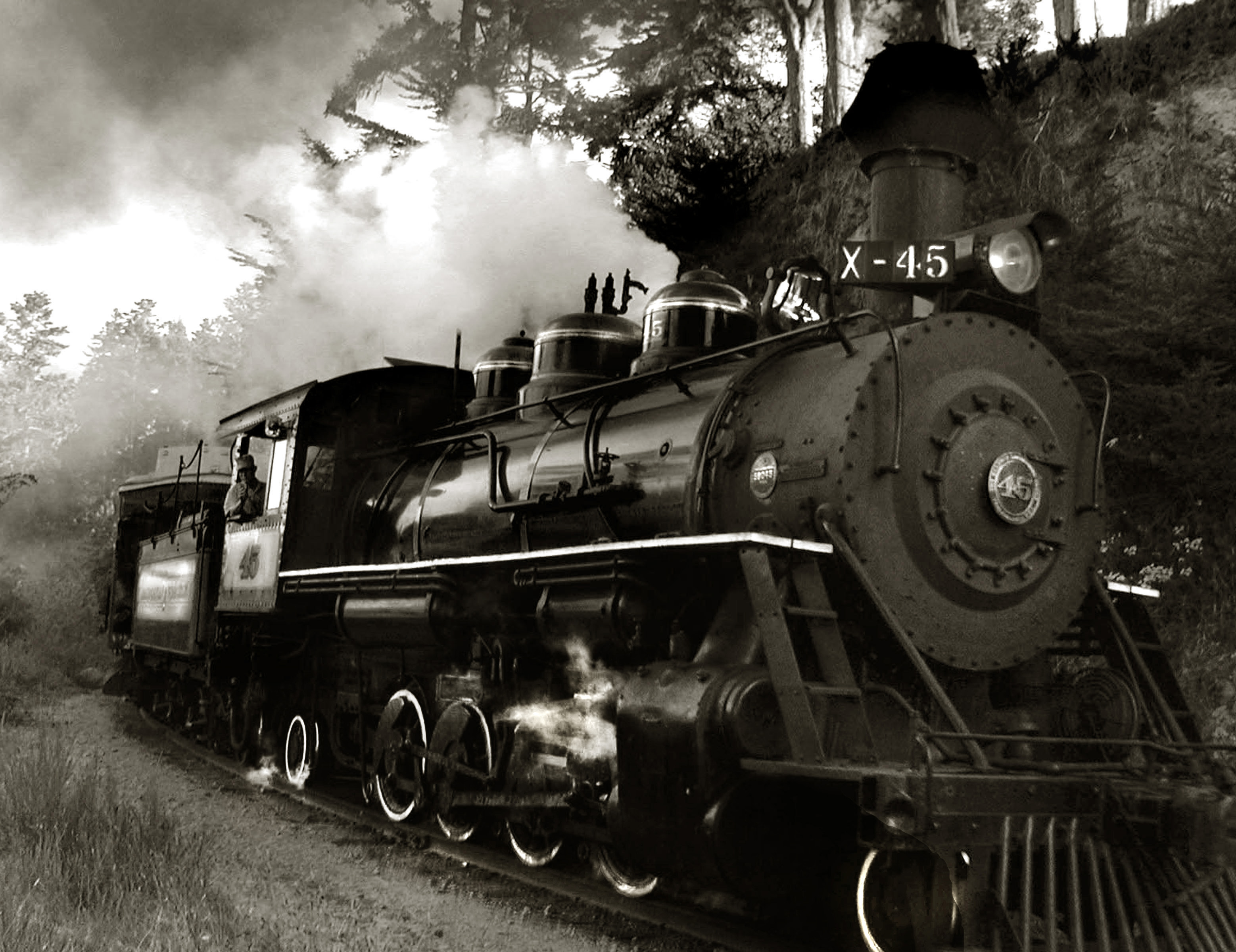
캘리포니아 웨스턴 철도 #45 (1924년 빌더 #58045)는 여전히 스컹크 트레인에서 사용되는 2-8-2 "미카도" 기관차이다.

미국 철도 산업은 1898년과 1907년 사이에 크게 확장되었으며, 기관차에 대한 국내 수요는 1905년에 최고점에 달했다. 이 기간 동안 볼드윈의 사업은 번창했으며, 브로드 스트리트 시설을 현대화했다. 이러한 호황에도 불구하고 볼드윈은 필라델피아 시설의 공간 제약, 인플레이션, 인건비 증가, 노동 갈등, 제조되는 기관차 크기의 상당한 증가, 그리고 공격적인 경쟁사였던 아메리칸 로코모티브 컴퍼니(나중에 간단히 알코로 알려짐)의 형성 등 많은 도전에 직면했다.
1904년부터 1943년까지 볼드윈과 웨스팅하우스는 볼드윈-웨스팅하우스 전기 기관차와 철도의 교류 전철화를 특히 뉴욕, 뉴헤이븐 & 하트포드 철도에 판매했다.
1906년 헵번 법은 철도 회사에 대한 정부의 권한을 강화하고, 주간통상위원회 (ICC)를 활성화시켜 활동을 강화했다. ICC는 최대 철도 요금을 설정하고, ICC가 정의하는 "공정하고 합리적인" 최대 요금으로 기존 요금을 대체할 권한을 부여받았다.
철도 요금 제한은 철도 증권의 가치를 하락시켰고, 철도 회사들이 기관차를 포함한 새로운 장비 주문을 중단했음을 의미했다. 1907년 공황은 결국 새로운 공장에 대한 자금 조달과 투자를 방해했다. 이 두 사건 모두 철도 산업, 특히 기관차 제조업체에 직접적으로 부정적인 영향을 미쳤다.

볼드윈의 기관차 생산량은 1906년 2,666대에서 1908년 614대로 감소했다. 회사는 1907년 18,499명이었던 인력을 이듬해 4,600명으로 줄였다. 볼드윈의 사업은 파트너 중 한 명인 윌리엄 P. 헨스지가 사망하면서 더욱 위태로워졌다. 그의 사망으로 볼드윈은 600만 달러의 부채를 지게 되었다. 이에 볼드윈은 법인으로 전환하고 1000만 달러 상당의 채권을 발행했다. 새뮤얼 보클랭은 이 자금을 볼드윈의 생산 능력을 확장하여 또 다른 호황에 대비할 수 있도록 사용하기를 원했다. 다른 볼드윈 임원들은 이러한 확장에 반대했지만, 보클랭의 비전이 승리했다. 볼드윈은 1928년 완공될 때까지 에디스톤 공장을 계속 확장했다. 1928년까지 회사는 모든 기관차 생산을 이 위치로 옮겼지만, 이 공장은 생산 능력의 3분의 1을 넘지 못했다.

### 제1차 세계 대전
볼드윈은 제1차 세계 대전에서 연합군의 전쟁 노력에 중요한 기여를 했다. 볼드윈은 러시아, 프랑스, 영국 및 미국 참호 철도를 위한 별도의 설계를 포함하여 연합군을 위해 5,551대의 기관차를 제작했다. 볼드윈은 미국 해군을 위한 열차포 차량을 제작하고 러시아, 영국 및 미국을 위해 6,565,355개의 포탄을 제조했다. 1915년부터 1918년까지 레밍턴 암스는 약 2백만 정의 패턴 1914 엔필드 및 M1917 엔필드 소총 생산을 볼드윈 로코모티브 웍스에 하청 주었다. 볼드윈은 에디스톤 (펜실베이니아주) 공장을 에디스톤 조병창으로 확장했으며, 이곳에서 전쟁이 끝난 후 기관차 공장으로 전환되기 전까지 대부분의 소총과 포탄을 제조했다.
전쟁 후 볼드윈은 유럽 열차 공장이 무기 생산에서 철도 생산으로 다시 전환되는 동안 전쟁 중에 마모되거나 파괴된 많은 기관차를 교체하려고 노력함에 따라 수출 주문을 계속 공급했다. 1919년과 1920년에 볼드윈은 팔레스타인 군사 철도에 50대의 4-6-0 기관차를 공급했으며, 이는 팔레스타인 철도 H급이 되었다.

### 쇠퇴

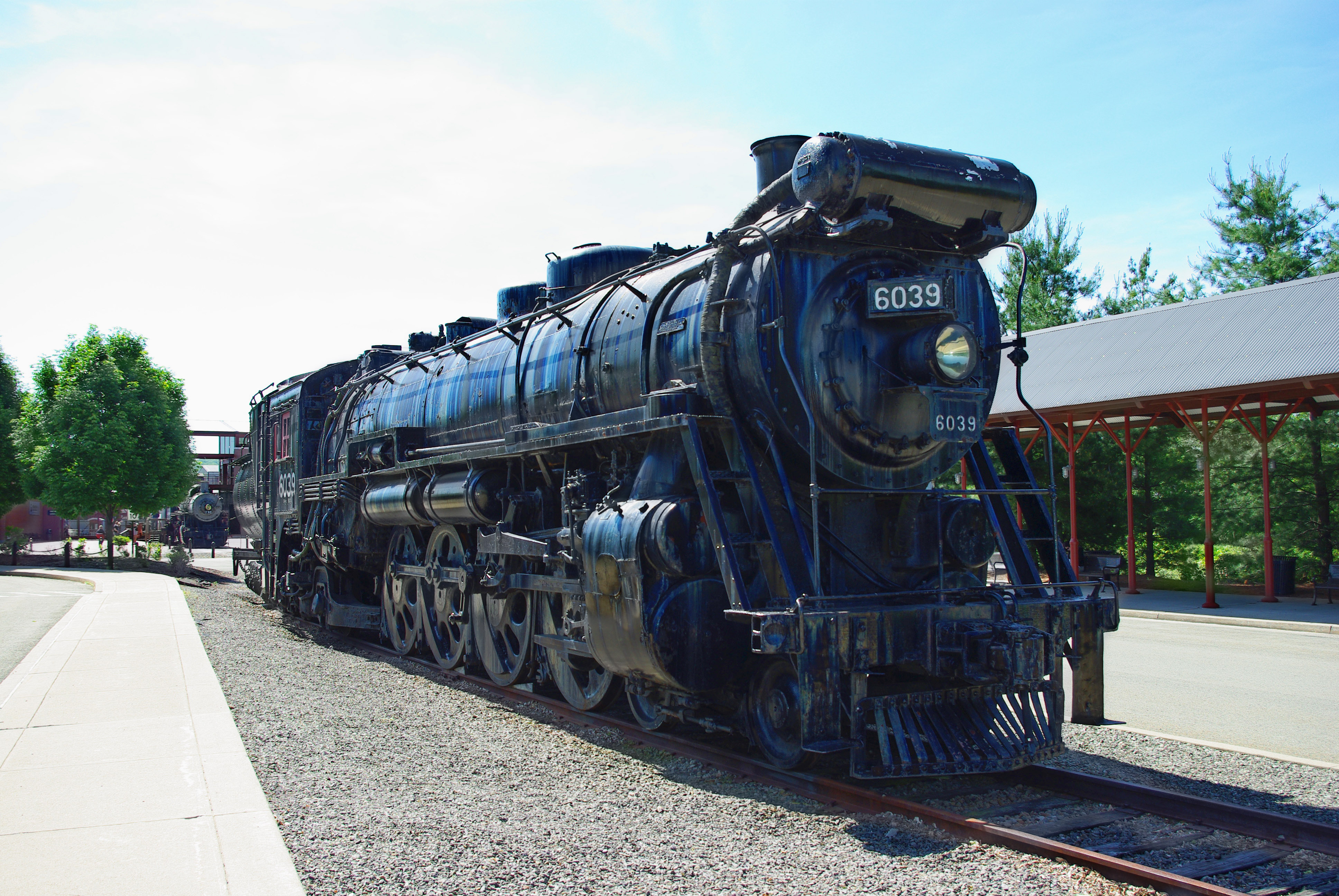
그랜드 트렁크 웨스턴 철도는 1925년 볼드윈으로부터 4-8-2 마운틴 기관차를 구매했다. 6039호는 석탄을 태우고 밴더빌트 탄수차와 밀폐된 전천후 운전실을 갖추고 있다. 현재 스팀타운 국립 역사 유적지에 보존되어 있다.

제1차 세계대전과 그 여파로 인한 호황기를 보낸 후, 볼드윈의 사업은 대공황이 미국을 강타하고 1930년대 후반에 디젤 기관차가 미국 철도의 성장 시장이 되면서 쇠퇴했다. 1920년대에 주요 기관차 제조업체들은 증기 기관의 지배력을 유지할 강력한 인센티브를 가지고 있었다. 1904년부터 전기 기관차를 생산해 온 볼드윈-웨스팅하우스 컨소시엄은 사실 1925년에 미국 최초로 도로 디젤 기관차를 개발한 업체였다. 그러나 이 이중 엔진 설계는 성공적이지 못했고, 짧은 시험 및 시연 기간 후에 폐기되었다. 웨스팅하우스와 볼드윈은 1929년에 다시 협력하여 입환용 기관차와 도로 기관차(후자는 볼드윈의 자회사인 캐나디안 로코모티브 컴퍼니를 통해)를 제작했다. 도로 기관차인 캐나다 내셔널 클래스 V1-a, 9000호와 9001호는 비싸고 신뢰할 수 없으며 자주 운행이 중단되어 곧 퇴역했다. 웨스팅하우스는 대공황이 시작되면서 디젤 기관차 분야에서의 노력을 취소하고 대신 전기 부품을 공급하기로 했다. 볼드윈-웨스팅하우스의 본선 운행용 디젤-전기 기관차 개발 초기, 실패한 노력으로 인해 볼드윈은 1930년대에 디젤이 증기를 대체할 가능성을 무시했다. 1930년 이사회 의장인 새뮤얼 보클랭은 연설에서 증기 기술의 발전이 적어도 1980년까지는 증기 기관의 지배력을 보장할 것이라고 언급했다. 볼드윈의 부사장 겸 판매 이사는 1937년 12월에 "언젠가 모든 것이 검토될 때, 우리 철도들이 전철화된 것 이상으로 디젤화되지 않았다는 것을 알게 될 것이다"라고 말했다. 볼드윈은 증기 기관차 산업에 깊은 뿌리를 두고 있었으며, 에디스톤 공장에 대한 막대한 투자로 인해 재정적으로 과도하게 확장되었고, 1930년대에 증기 기관차 시장이 감소하면서 생산 능력의 일부만으로 운영되었다는 점이 영향을 미쳤을 수 있다.
이와 대조적으로 알코는 증기 생산에 전념하면서도 1920년대와 30년대에 증기 본선 엔진과 디젤 스위치 엔진 모두에 중점을 둔 R&D 경로를 추구하여 미래의 디젤 기관차 시장에서 경쟁할 수 있는 위치를 확보했다.
1928년 볼드윈은 소형 내연 전기 기관차를 포함하도록 제품 라인을 다각화하려는 시도를 시작했지만, 대공황으로 인해 이러한 노력이 좌절되었고, 결국 1935년 볼드윈은 파산을 선언하게 되었다. 로셸 (일리노이주)의 소형 가솔린 및 디젤 산업 기관차 제조업체인 지오 D. 휘트컴 컴퍼니 소유주의 초청으로 볼드윈은 발행 주식의 약 절반을 구매하여 자본 재편 프로그램에 참여하기로 합의했다. 1931년 3월까지 이 소형 회사는 재정적 어려움에 처했고, 볼드윈은 휘트컴에 대한 자발적 파산 신청을 제출하여 볼드윈이 완전한 통제권을 얻고 새로운 자회사인 휘트컴 로코모티브 컴퍼니를 설립했다. 이 조치는 재정적 손실, 볼드윈과 회사 전 소유주 윌리엄 휘트컴 간의 추악한 법정 싸움, 그리고 양측의 파산으로 이어졌다.
볼드윈은 1934년 펜실베이니아 철도가 볼드윈의 설계 대신 제너럴 일렉트릭의 설계를 선택하여 GG1급이 되면서 전기 기관차 시장에서 지배적인 위치를 잃었다.
1938년에 볼드윈이 파산에서 벗어나면서 경영진에 급격한 변화가 있었고, 이는 디젤 동력 개발 노력을 되살렸지만, 이미 너무 뒤쳐져 있었다. 1939년에 볼드윈은 모두 야드 서비스용으로 설계된 첫 번째 표준 디젤 기관차 라인을 선보였다. 이 시점에서 일렉트로 모티브 코퍼레이션(EMC)은 이미 디젤 여객 기관차 생산을 늘리고 첫 번째 디젤 도로 화물 기관차를 개발하고 있었다.
1930년대가 끝나갈 무렵, 펜실베이니아 철도, 체사피크 & 오하이오, 노퍽 & 웨스턴과 같은 볼드윈의 석탄 지역 고객들은 다른 운영자들보다 자신들의 주요 운송 시장 중 하나인 석탄 수요를 약화시킬 수 있는 기술을 받아들이는 것을 꺼렸다. 이 세 회사 모두 디젤화가 다른 철도 산업에서 탄력을 받고 있을 때에도 전후 초기까지 여객 증기 기관차를 계속 구매했다.
1930년대 후반 볼드윈과 펜실베이니아 철도는 볼드윈의 듀플렉스 구동 S1 기관차를 통해 여객 철도 서비스에서 증기의 미래에 전적으로 베팅했다. 이 기관차는 운행하기 어렵고, 미끄러지기 쉬우며, 유지 보수 비용이 많이 들고, 의도된 서비스에 적합하지 않은 것으로 판명되었다. 볼드윈은 1943년에 도입된 T1로 동일한 기본 설계를 개정했다. T1은 S1보다 더 많은 선로에서 운행할 수 있었지만, 여전히 S1의 많은 문제점과 고유한 밸브 설계와 관련된 추가적인 기계적 문제점을 가지고 있었다. S1-T1 프로젝트 전체는 PRR의 손실과 양사에게 중요한 시기에 볼드윈에게는 막다른 개발 노력에 대한 투자를 초래했다. 1940년대 초 볼드윈은 증기 터빈 동력 개발에 착수하여 1944년에 S2 직접 구동 터빈 기관차를 생산했다. 볼드윈의 증기 터빈 프로그램은 성공적인 설계 하나도 생산하지 못했다. 볼드윈의 증기 중심 개발 경로는 전후 디젤 시장에서 EMC와 알코-GE가 지배하는 경쟁에 필요한 노력에서 그들을 꼼짝 못하게 만들었다.

### 제2차 세계 대전

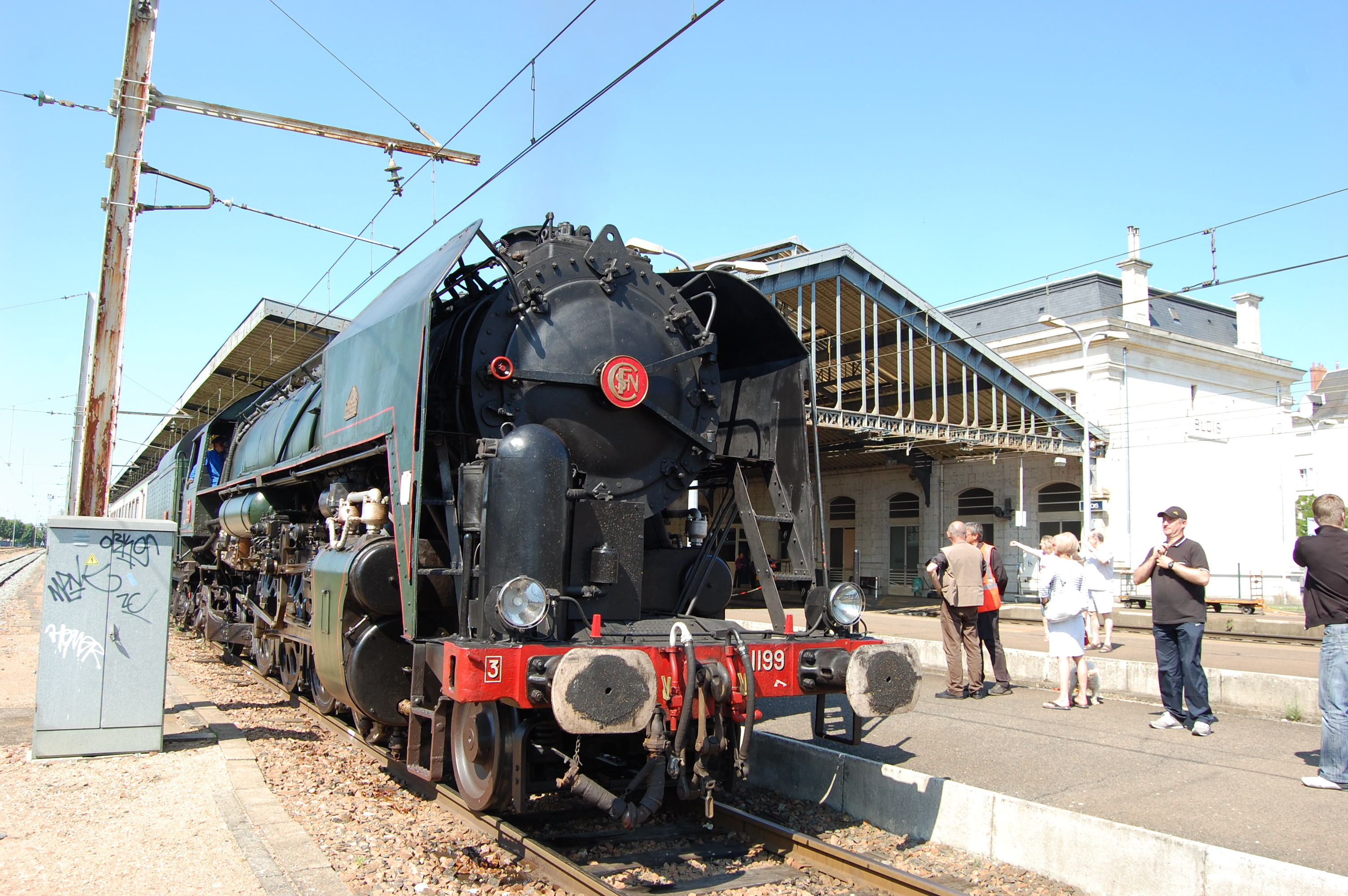
프랑스 국유 철도 141R급 1199호, 1947년 볼드윈에서 제작되었으며 현재 프랑스 낭트에 보존되어 있다.

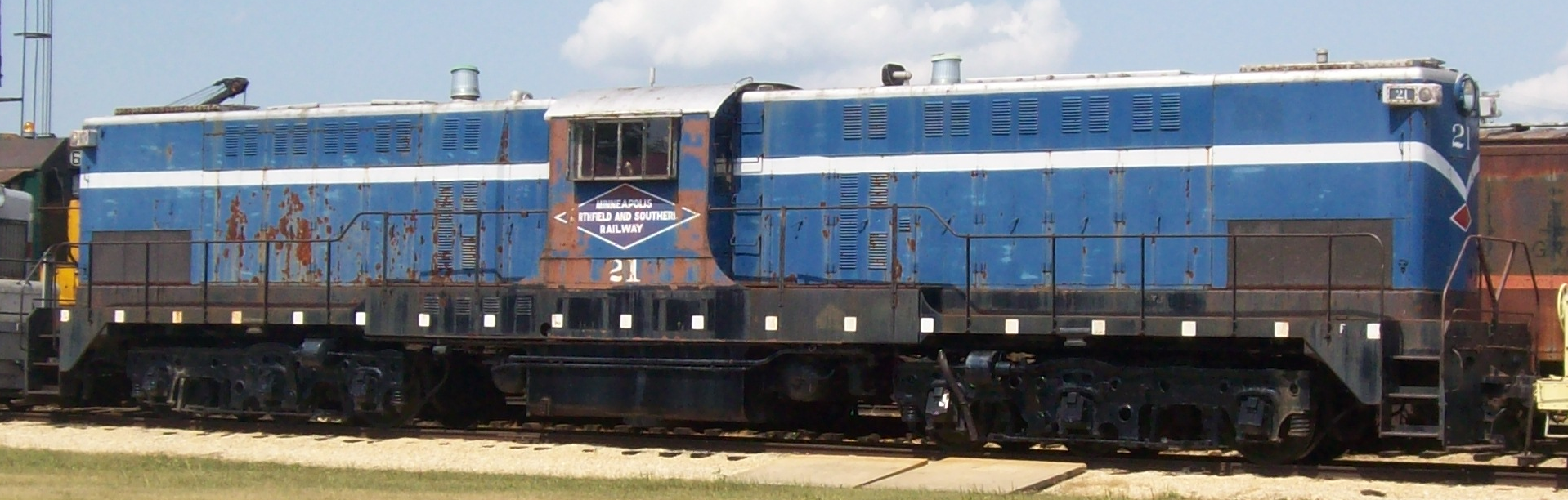
1946년에서 1950년 사이에 생산된 전후 디젤 전기 기관차인 볼드윈 DT-6-6-2000 전송 엔진의 현존하는 예시.

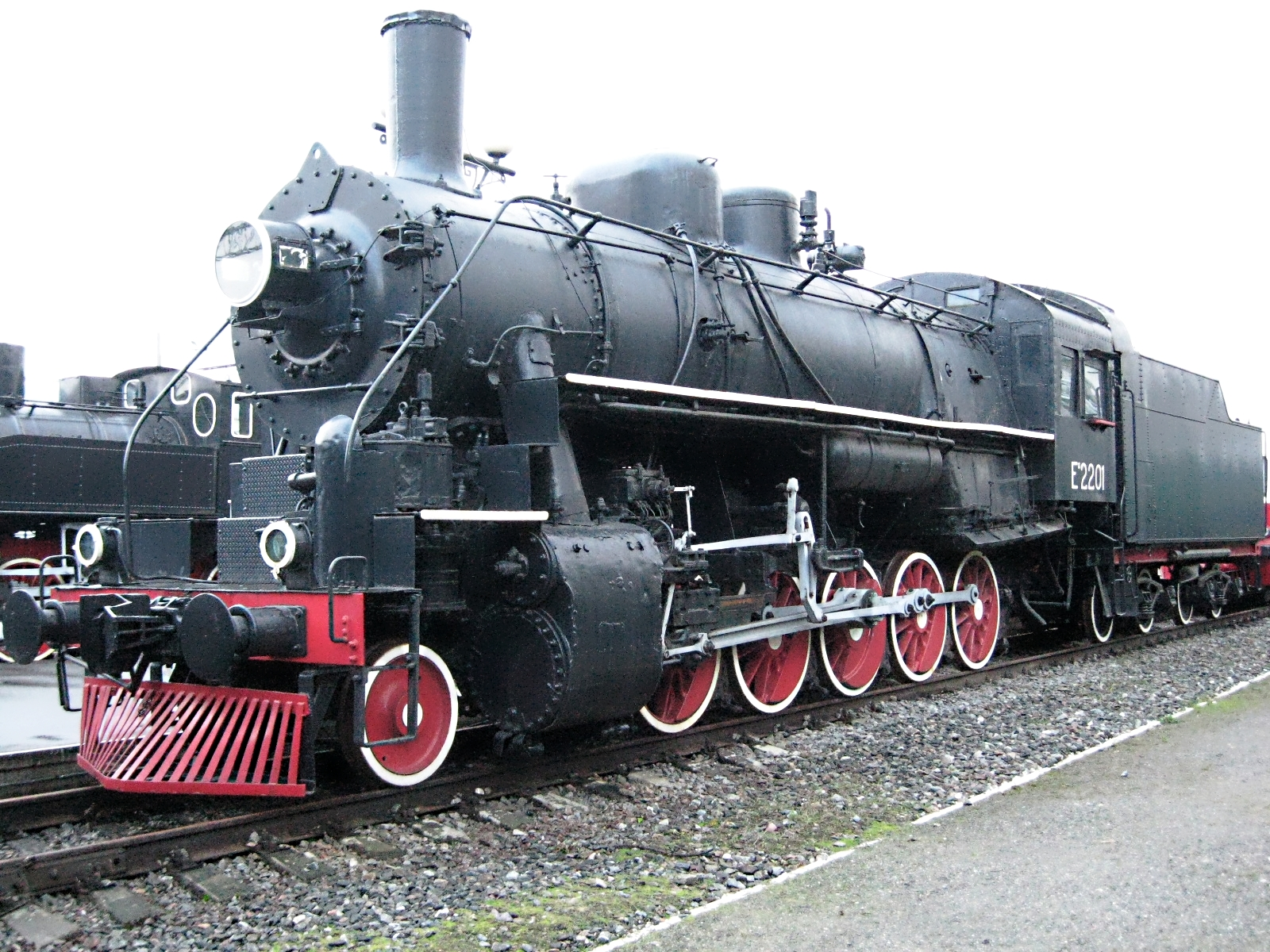
1944년 볼드윈이 제작한 소련 기관차 Еа-2201)

미국의 제2차 세계 대전 참전은 전시 생산 위원회가 알코와 볼드윈이 증기 기관차와 디젤-전기 야드 입환용 기관차만을 생산하도록 지시하면서 볼드윈의 디젤 개발 프로그램을 방해했다. 제너럴 모터스 일렉트로 모티브 코퍼레이션은 도로 화물 디젤(즉, FT 시리즈) 생산 임무를 맡았다. 제2차 세계대전 이후 몇 년 동안 해당 제품 라인에서 EMC가 경쟁사보다 명확한 우위를 점했던 것은 디젤 R&D 및 생산에서 앞서나간 덕분임은 의심할 여지가 없지만, 이를 전적으로 WPB 지시에만 돌리는 것은 의문이다. 오랜 GM 회장인 알프레드 피처드 슬로언은 그의 회고록에서 이러한 가정을 반박하는 타임라인을 제시했다. 그는 1920년대와 1930년대 GM의 디젤 엔진 R&D 노력, 그리고 자동차 산업에서 배운 모델 설계 표준화(낮은 단위 비용을 초래) 및 마케팅 교훈 적용이 1940년대 후반 이후 EMC의 경쟁 우위의 주요 원인이었다고 말했다(전쟁 중 생산 할당이 볼드윈과 리마가 전쟁 전에 이미 스스로에게 만들었던 관에 못을 박은 것에 불과하다고 명확히 암시함). 그의 설명에 따르면, 초기 디젤 엔진(해양 및 고정 사용에 가장 적합)을 기관차 사용(더 유연한 출력; 더 높은 출력 대 중량비; 더 많은 진동과 적은 유지 보수를 고려할 때 더 신뢰할 수 있음)에 적용하는 데 필요한 R&D는 자본 집약적 프로젝트였으며, 1920년대와 1930년대에 찰스 케터링이 이끄는 GM 연구 법인과 GM 자회사인 윈튼 엔진 코퍼레이션 및 일렉트로 모티브 코퍼레이션 외에는 철도 소유주나 기관차 제조업체 중 거의 아무도 (후자는) 투자할 의향이 없거나 (전자는) 투자할 수 없었다.
볼드윈은 국내 미국 철도, 미군, 영국 철도를 위해 증기 기관차를 만들었으며, 임대-대여 협정으로 소련을 위해 약 천대의 E 또는 Ye 유형 기관차를 만들었다(다른 제조업체가 총 2000대 정도의 기관차 주문에 기여함).
볼드윈은 해군용 디젤 엔진 수요와 1942-43년 석유 위기로 인해 단기적인 시장 활성화 효과를 얻었으며, 이는 EMD 디젤 기관차의 인수가 가장 제한적인 기간 동안 석탄 연소 증기 기관차에 대한 수요를 증가시켰다.
1943년 볼드윈은 뒤늦게 도로 디젤 프로그램을 시작하여 프로토타입 "센티피드" 기관차를 생산했는데, 이 기관차는 나중에 전후 시장에 첫 주요 제품을 출시하기 위해 재건축되었다.
제2차 세계 대전 중 볼드윈의 전쟁 노력에 대한 기여는 기관차와 스위처뿐만 아니라 전차도 포함했다. 볼드윈은 M3 경전차 (M3A2, M3A3, M3A5)의 여러 변형뿐만 아니라 M3 중전차 (리 및 그랜트) 및 이후 M4 셔먼 (M4, M4A2)의 제조업체 중 하나였다. 이 회사는 또한 M6 중전차를 제작했는데, 이는 미군에서 시험되었지만 실제 운용에 투입되지 않은 프로토타입이었다.
볼드윈의 자회사인 휘트컴 로코모티브 컴퍼니는 육군을 위해 수백 대의 65톤 디젤 전기 기관차를 생산했으며, 생산에 대한 육군-해군 "E" 상을 받았다. 볼드윈은 전시 생산 계약 가치에서 미국 기업 중 40위를 차지했다.

### 종료

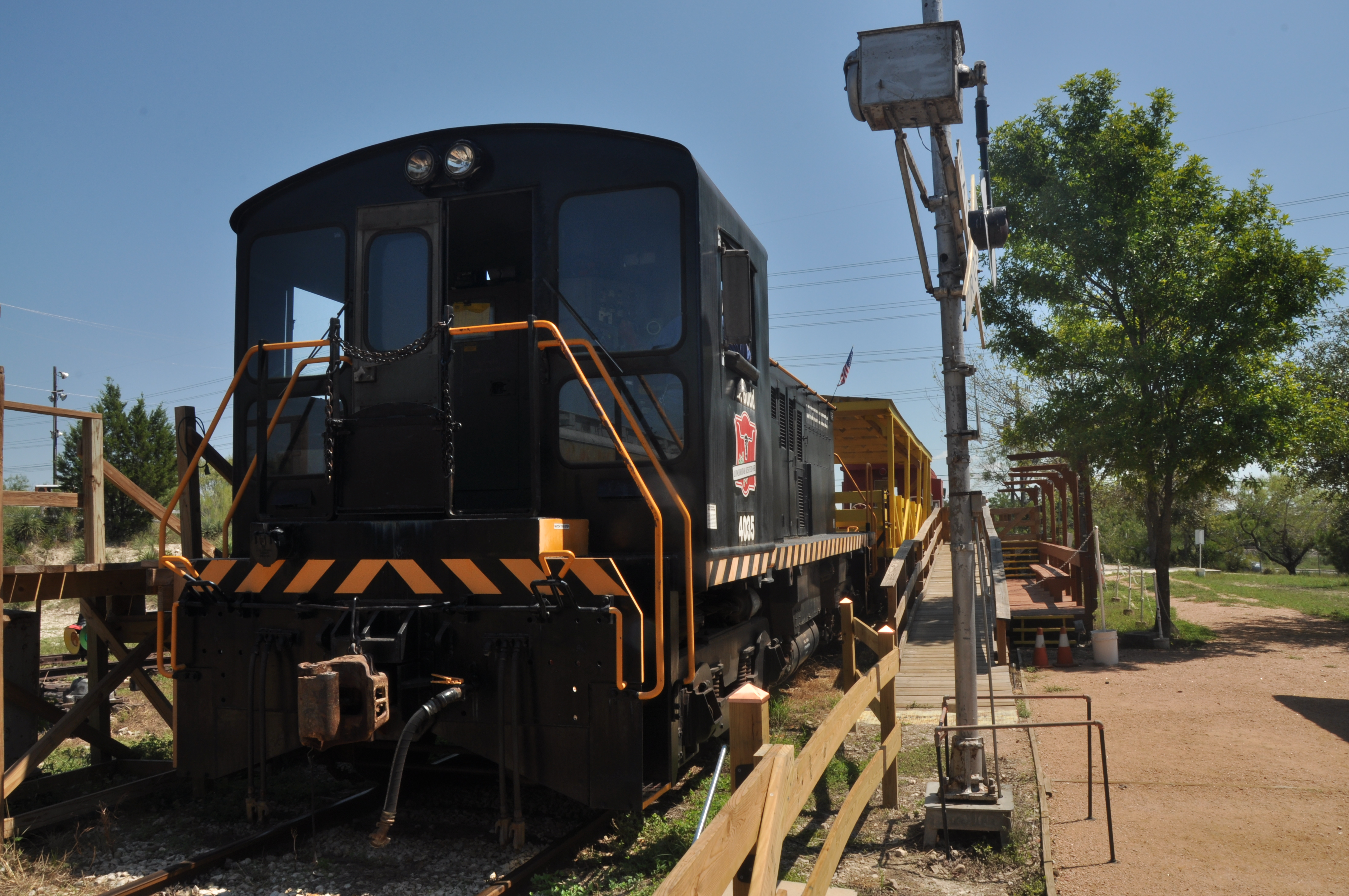
1954년 텍사스 교통 박물관의 볼드윈 0-4-4-0 디젤 전기 스위처

1940년에서 1948년 사이에 국내 증기 기관차 판매량은 시장의 30%에서 2%로 감소했다. 1949년에는 증기 기관차에 대한 수요가 없었다. 볼드윈이 도로 기관차 시장 변화에 적응하려는 시도는 성공적이지 못했다. 악명 높은 센티피드 디젤 기관차와 증기 터빈 전기 기관차와 같은 실패작들이 대표적으로, 이들은 의도된 서비스에 부적합한 돈 먹는 하마로 판명되어 제공된 제품의 신뢰성이 만족스럽지 못했다. 1948년 7월, 볼드윈과 협력하여 디젤 및 전기 기관차를 제작하고 철도 산업의 주요 고객을 유지하고 싶었던 웨스팅하우스 일렉트릭은 볼드윈 주식 50만 주, 즉 21%를 매입하여 웨스팅하우스가 볼드윈의 최대 주주가 되었다. 볼드윈은 이 돈을 여러 부채를 갚는 데 사용했다. 1949년 5월, 웨스팅하우스 부사장 마빈 스미스가 볼드윈의 사장이 되었다. 건설 장비 시장으로 다각화하기 위해 볼드윈은 1950년 12월 4일 리마-해밀턴과 합병하여 볼드윈-리마-해밀턴이 되었다. 그러나 합병 후 리마-해밀턴의 기관차 기술은 사용되지 않았고 시장 점유율은 계속 줄어들었다. 1952년 1월, 볼드윈은 로셸 (일리노이주) 공장을 폐쇄하고 에디스톤으로 휘트컴 생산을 통합했다. 1953년 웨스팅하우스가 전기 견인 장비 생산을 중단하자 볼드윈은 제너럴 일렉트릭 장비를 기반으로 구동 시스템을 재구성해야 했다. 1954년, 디젤 시장에서 거의 완전히 밀려나고 있을 때 볼드윈은 노퍽 & 웨스턴에 증기 터빈 전기 기관차 한 대를 인도했지만, 서비스에서 만족스럽지 못했다.
BLH가 제작한 마지막 일반 증기 기관차는 1955년 인도 철도의 광궤용으로 BLH 76039-76088로 제작된 WG급 9100-9149호였다.
기관차 생산이 중단된 후, 해밀턴은 다른 목적을 위한 엔진을 계속 개발하고 생산했다. 볼드윈 엔진 생산은 해밀턴 공장으로 이전되었지만, 1960년에 해밀턴 엔진 생산이 중단되고 공장은 폐쇄되었으며, 볼드윈 엔진 생산은 다시 에디스톤으로 옮겨졌다. 볼드윈이 생산한 마지막 기관차는 1956년 뉴욕 센트럴 철도와 뉴욕, 뉴헤이븐 & 하트포드 철도 노선을 위해 제작된 세 대의 실험적인 RP-210 이중 동력 여객 기관차였다.
1956년, 125년간의 지속적인 기관차 생산을 마친 볼드윈은 에디스톤 공장의 대부분을 폐쇄하고 기관차 생산을 중단했다. 대신 회사는 중장비 건설 장비 생산에 집중했다. 생산이 종료될 때까지 70,500대 이상의 기관차가 제작되었다. 1965년 볼드윈은 아머 & 컴퍼니의 전액 출자 자회사가 되었다. 그레이하운드 코퍼레이션은 1970년에 아머 & 컴퍼니를 인수했고, 모든 생산을 청산하기로 결정했다. 1972년 그레이하운드는 볼드윈-리마-해밀턴을 영구적으로 폐쇄했다. 교체 및 보수 부품 사업은 이콜레어 Inc.에 인수되어 볼드윈-해밀턴 컴퍼니 – 이콜레어 Inc.의 사업부가 되었으며, 다른 회사들이 자신들의 설계를 사용하는 것에 대한 라이센스 수수료를 받아 1991년까지 수익을 올렸다. 라이센스가 만료되자 남은 모든 부품은 배포되었고, 회사는 해산되었다.

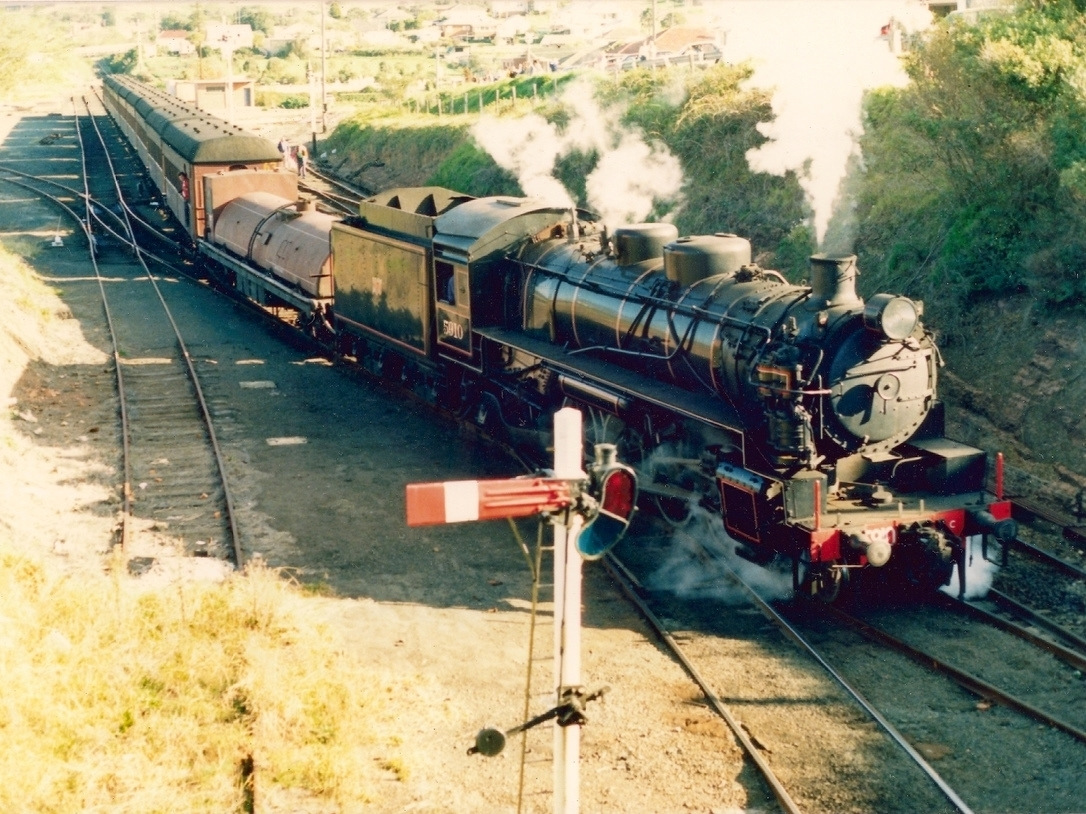
1950년대에 제작된 뉴사우스웨일스 D59급 기관차

## 기관차

### 후기 증기 기관차

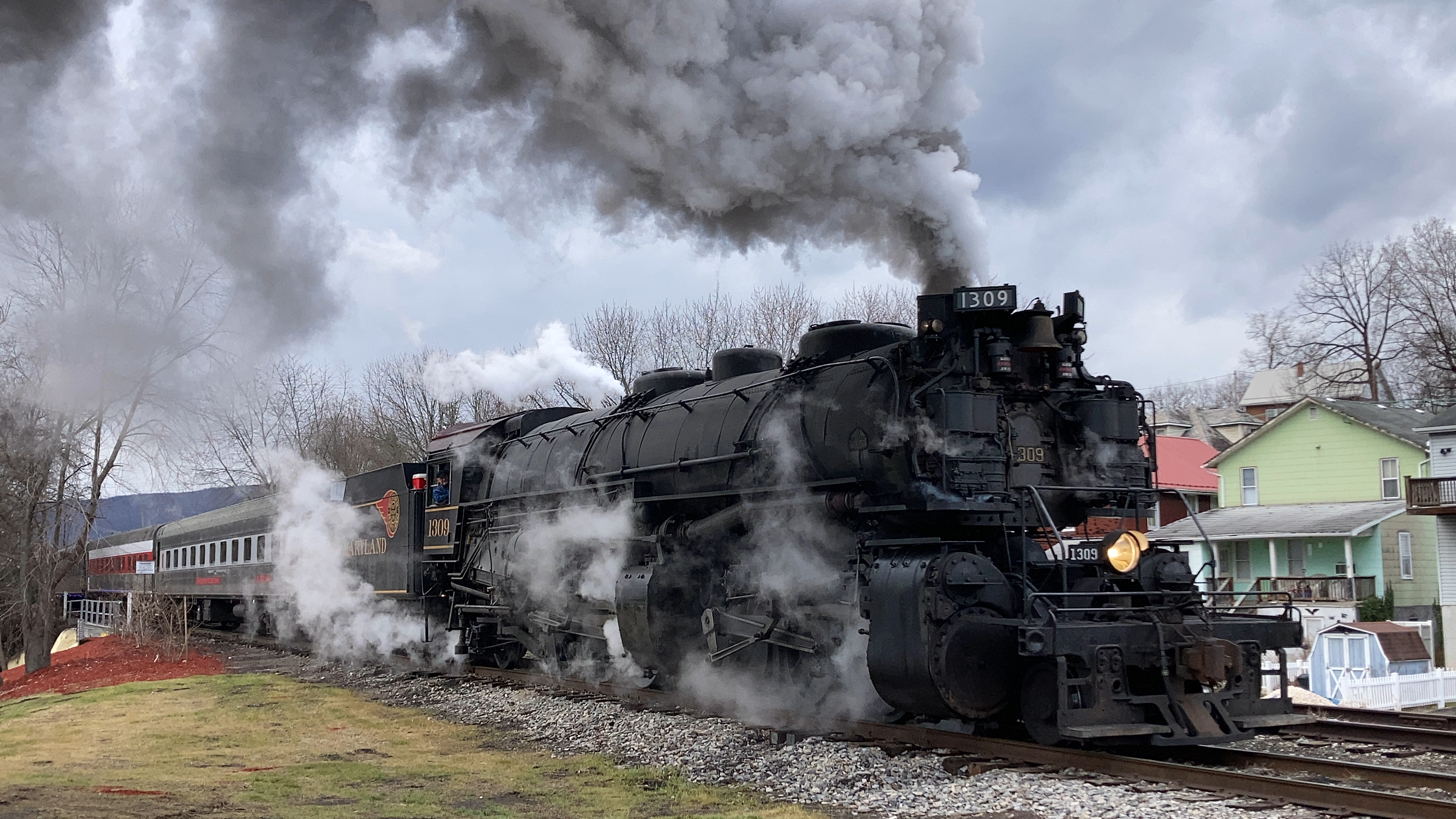
볼드윈의 마지막 국내 증기 기관차인 1949년에 제작된 2-6-6-2 체사피크 & 오하이오 1309호가 웨스턴 메릴랜드 경치 철도에서 운행 중이다.

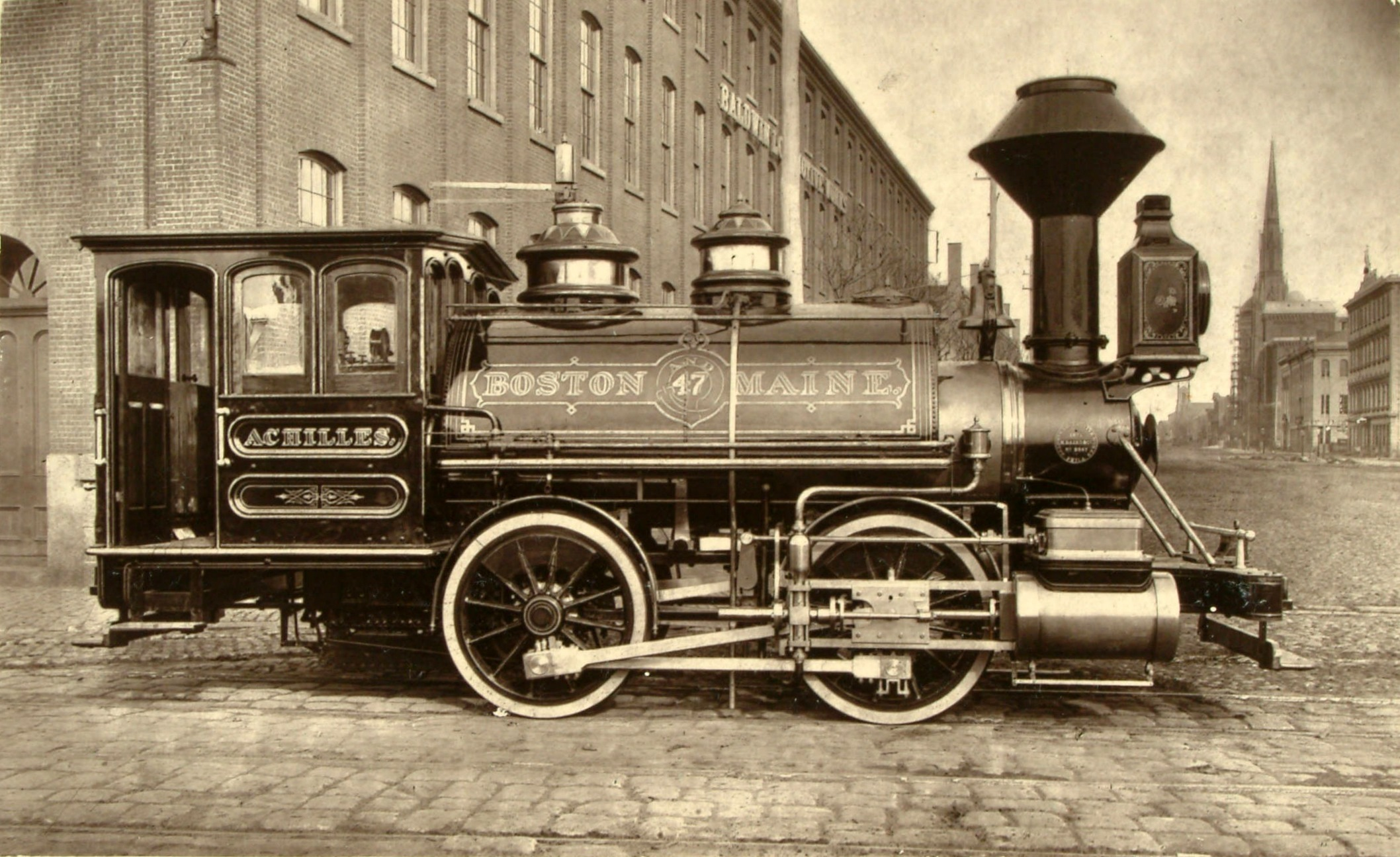
1871년 보스턴 & 메인 철도 아킬레스의 우드베리타이프 0-4-0형

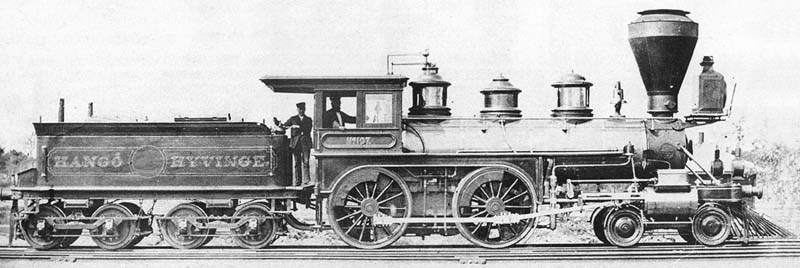
1872년 볼드윈 기관차 4-4-0형, 핀란드 한코-휘빙카 철도에서 사용됨.

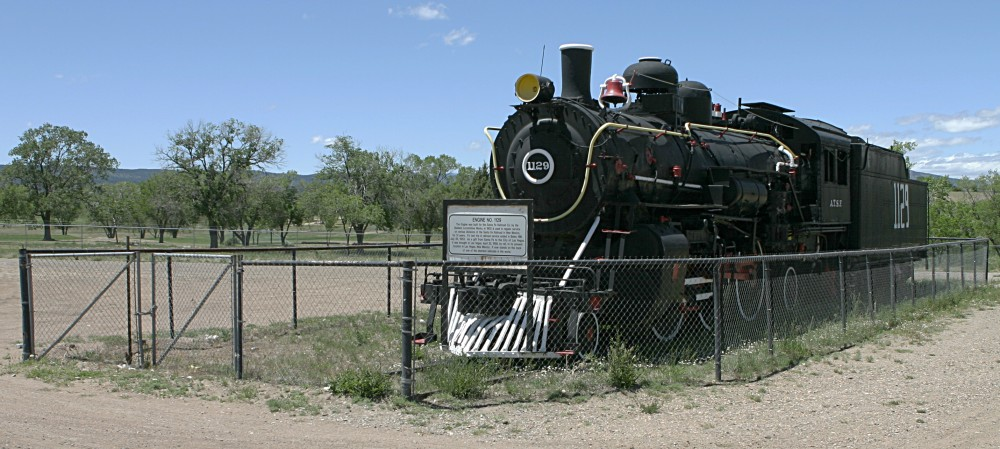
1902년 볼드윈 기관차 2-6-2형, 애치슨, 토피카 & 산타페 철도의 뉴멕시코에서 사용되었으며 현재 라스베이거스 (뉴멕시코주)에 영구 전시되어 있다.

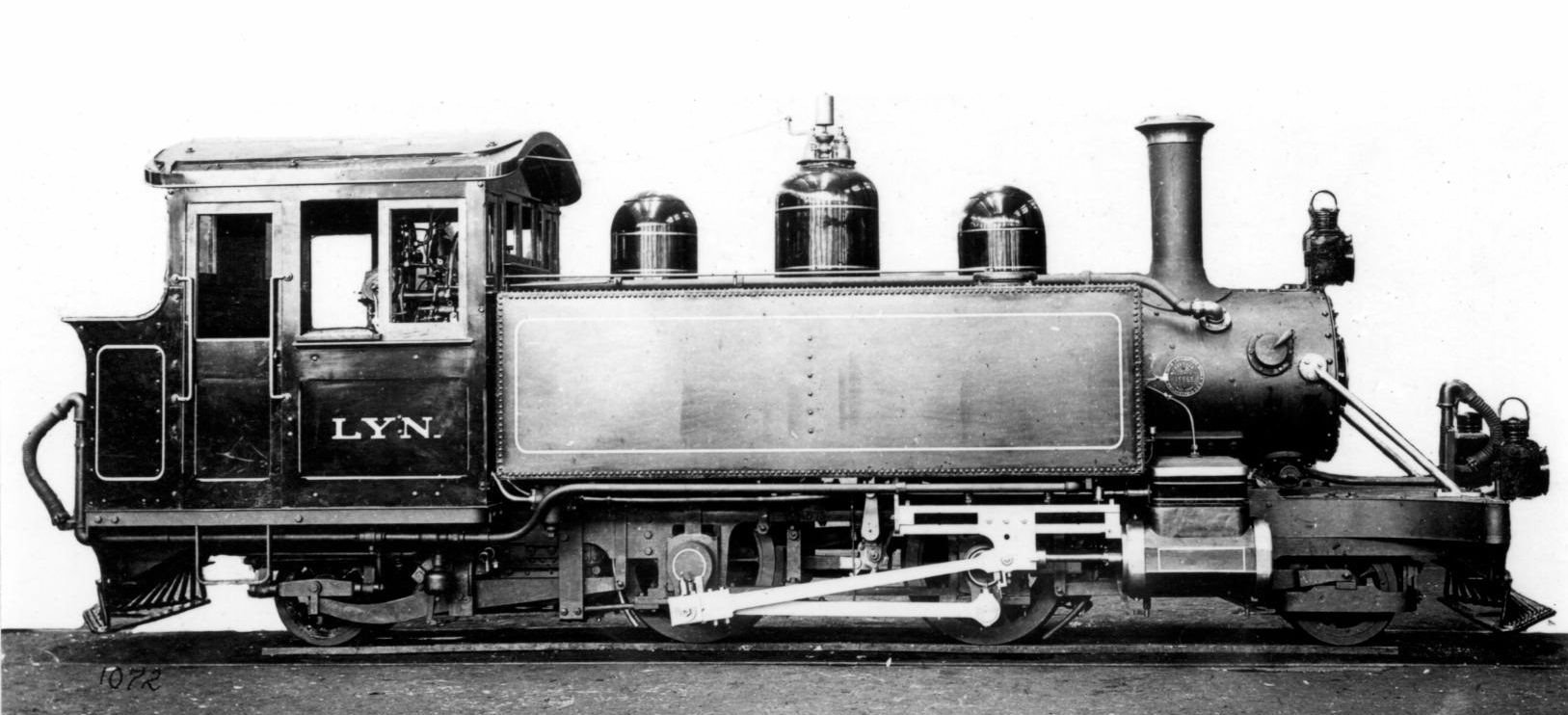
볼드윈 공장의 '린', 1898년 5월 사진

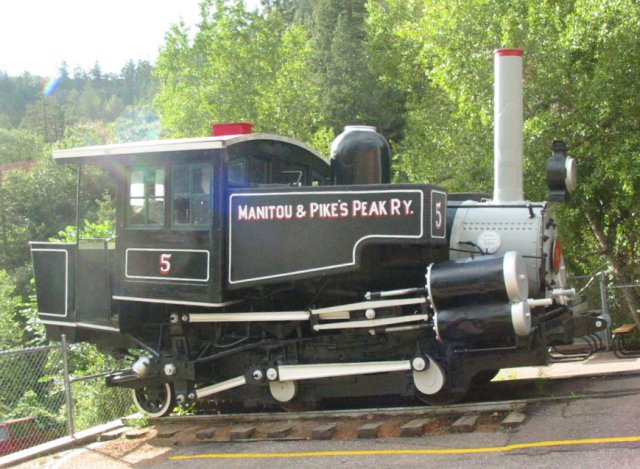
M&PP 5, 0-4-2T, 마니투 스프링스 차고에서

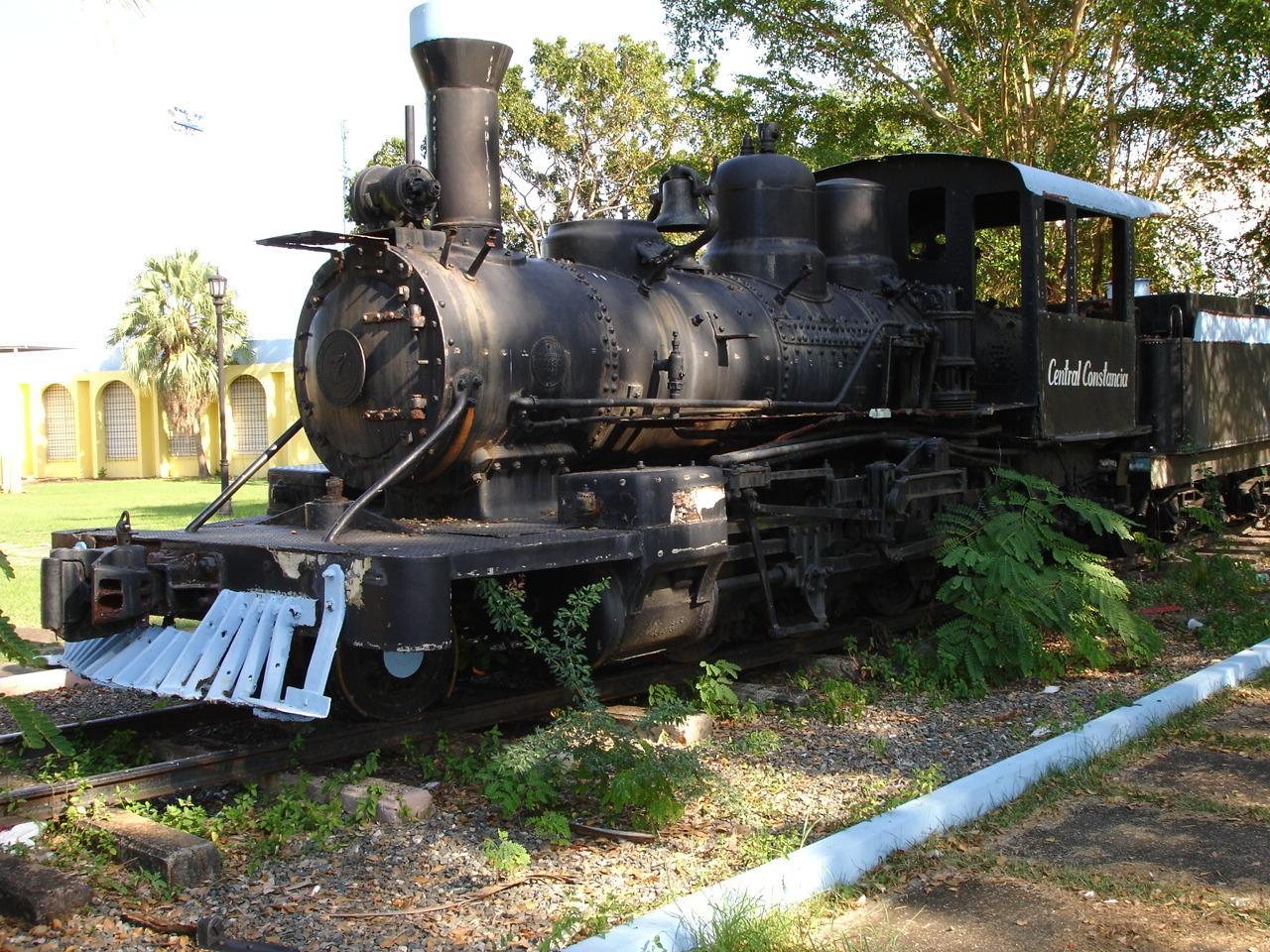
2-8-0 협궤 기관차, 푸에르토리코 토아 바하에 정태 보존.

볼드윈은 많은 4-4-0 "아메리칸"형 기관차(미국을 건설한 기관차)를 제작했다. 현존하는 사례로는 1872년의 더퍼린 백작 부인과 1875년의 버지니아 & 트러키 철도 22호 "인요"가 있지만, 아마도 가장 잘 알려진 것은 2-8-2 "미카도"와 2-8-0 "컨솔리데이션"형일 것이다. 또한 서던 퍼시픽 컴퍼니를 위해 제작된 독특한 캡-포워드 4-8-8-2 관절형 기관차와 애치슨, 토피카 & 산타페 철도를 위한 거대한 2-10-2 기관차로도 잘 알려져 있다. 볼드윈은 또한 역사상 가장 강력한 증기 기관차인 덜루스, 미사비 & 아이언 레인지 철도를 위한 2-8-8-4 "옐로스톤"을 생산했다. 옐로스톤은 140,000 파운드-힘 이상의 견인력을 발휘할 수 있었다. 이들은 일반적으로 18,000 단톤이 넘는 180량 열차를 견인했다. 옐로스톤은 너무 좋아서 DM&IR은 이들을 버리기를 거부했다. 이들은 디젤 시대에도 광석 열차를 견인했으며, 마지막 한 대는 1963년에 퇴역했다. 세 대가 보존되어 있다. 볼드윈의 마지막 신형 및 개량형 기관차 설계 중 하나는 4-8-4 "노던" 기관차였다. 볼드윈의 마지막 국내 증기 기관차는 1949년 체사피크 & 오하이오를 위해 제작된 2-6-6-2형이었다. 볼드윈의 1926년 시범 증기 기관차인 볼드윈 60000은 필라델피아 프랭클린 협회에 전시되어 있다. 별도로, 포트 에드먼턴 공원에 복원되어 운행 중인 2-6-2 증기 기관차는 1919년 볼드윈이 제작했다.

#### 보존된 볼드윈 증기 기관차
현재 미국, 캐나다 및 전 세계 여러 국가에서 볼드윈이 제작한 증기 기관차들이 많이 운행 중이다. 운행 중이거나 최근 몇 년간 운행했던 모든 볼드윈 제작 증기 기관차 중 가장 잘 알려진 기관차는 리딩 2101호, 리딩 블루 마운틴 & 노던 2102호, 그랜드 캐니언 철도 4960호, 프리스코 1522호, 프리스코 1630호, 니켈 플레이트 로드 587호, 리딩 블루 마운틴 & 노던 425호, 웨스턴 메릴랜드 경치 철도 734호, 서던 퍼시픽 2467호, 서던 퍼시픽 2472호, 스포캔, 포틀랜드 & 시애틀 700호, 서던 철도 4501호, 가장 오래된 현존하는 4-8-4 노던형 증기 기관차인 산타페 3751호, 그리고 볼드윈이 제작한 마지막 국내 증기 기관차인 체사피크 & 오하이오 1309호이다.
호주에서는 1952/53년에 운행을 시작한 20대의 59급 볼드윈 2-8-2 기관차 중 5대가 남아 있다.
필리핀 마리키나의 리버뱅크스 센터 쇼핑몰에는 팜팡가 설탕 개발 회사(PASUDECO) 2호가 리버랜드 익스프레스라는 이름으로 정태 보존되어 있다. 이 기관차는 1928년 볼드윈이 제작한 2-6-0형 기관차로, 루손섬에 남아 있는 몇 안 되는 탄수차 기관차 중 하나이다.

### 협궤 및 비전통적인 기관차
볼드윈은 협궤 철도용 기관차도 제작했다. 덴버 & 리오 그란데 웨스턴 철도를 위해 제작된 주목할 만한 시리즈 중 일부는 외부 프레임형 2-8-2 "미카도"였다. 1903년에 원래 보클랭 복식기관으로 제작된 K-27급 15대, 1925년에 제작된 K-36급 10대, 그리고 1902년에 원래 표준궤 2-8-0으로 제작되었지만 1928년에 D&RGW 공장에서 협궤로 재건축된 K-37급 10대가 있다. 이들 클래스의 여러 대가 현존하며, 대부분은 현재 두랑고 & 실버턴 협궤 철도와 쿰브레스 & 톨텍 경치 철도에서 운행 중이다.
뉴질랜드 철도(NZR)는 1879년부터 주요 고객이었는데, 이 때 덴버 & 리오 그란데 기관차와 유사한 궤간 때문에 T급 6대를 수입했다. 다음은 영국에서 유사한 기관차 주문이 적시에 납품되지 못하고 계약에 명시된 중량 제한을 충족하지 못하자 N급 6대와 O급 6대를 긴급으로 이중 주문한 것이었다. 볼드윈스는 12대의 기관차를 모두 6개월 이내에 신속하게 납품하여 NZR에 깊은 인상을 심어줄 기회를 잡았다. 이후 NZR은 자체 제작 기관차를 보완하기 위해 볼드윈 제품을 주문했으며, 여기에는 Wb급과 Wd급이 포함되었다. 1901년에는 N급 4대가 추가로 구매되었다. 1898년 플랫 밸브 10대와 1901년 피스톤 밸브 10대로 구성된 22대의 Ub급 기관차(볼드윈스가 2대를 제외한 모든 것을 공급)는 20세기 초에 그 성능을 입증했으며, 마지막 기관차는 1958년까지 퇴역하지 않았다. 더 큰 화실 버전의 클래스에 대한 요구 사항은 결국 4-6-2 차륜 배치의 탄생과 함께 완전히 새로운 기관차를 탄생시켰고, 퍼시픽형이 탄생했다. 이들은 Q급으로 분류되었으며 1957년까지 사용되었다. 새로운 유형의 기관차였기 때문에 Q급은 단점이 있었지만 결국 잘 운행되었다. 1914년에는 나중에 더 크고 개선된 버전이자 NZR이 구매한 마지막 볼드윈 제품인 Aa급이 출시되었다. 이들은 1959년까지 사용되었다. 당시 생산된 모든 미국 기관차와 마찬가지로 볼드윈스는 '짧은' 수명을 가지고 있었지만, NZR은 거의 모든 함대의 보일러를 교체하여 더 긴 수명 동안 힘든 작업을 할 수 있게 된 것에 만족했다. NZR은 일반적으로 볼드윈 함대에 만족했다.
당시 뉴질랜드에서 운영 중이던 사설 철도는 영국 제조업체와의 동일한 어려움에 직면한 후 볼드윈 제품만을 독점적으로 구매했다. 웰링턴 & 마나와투 철도(1881-1909)는 소형의 2-8-0 (4대), 2-6-2 (6대), 2-8-2 (1대), 4-6-0 (2대), 그리고 대형 2-8-4 (1대) 탱크 기관차를 운행했다. NZR이 이 철도를 인수했을 때, 그 함대는 주 함대에 이미 운행 중인 하위 클래스에 흡수되었다. NZR이 1950년대에 디젤 기관차 입찰을 시작했을 때, 볼드윈스는 입찰에 참여했지만 EMD가 계약을 따내면서 실패했다. 놀랍게도, 현재 운행 중인 NZR 볼드윈 제품은 크라이스트처치의 페리미드 철도에서 운행되었던 Wd 2-6-4 탱크 기관차 한 대뿐이었고, 이 기관차는 수리를 위해 운행 중단되었다. WMR 2-6-2 N형, NZR 4-6-0 Ub형, 그리고 NZR 2-6-2 Wb 탱크 기관차 두 대와 Wd 탱크 기관차 한 대의 잔해가 복원 초기 단계에 있다. 보존된 또 다른 증기 기관차는 1891년에 시드니 트램웨이를 위해 제작되어 오클랜드 (뉴질랜드)의 교통 기술 박물관에 운행 가능한 상태로 보존된 증기 더미이다.
1897년 타쿠바야 철도를 위해 제작된 6톤, 60cm 궤간의 4-4-0 기관차는 볼드윈이 상업용으로 제작한 가장 작은 기관차였다.
1890년대 후반, 많은 영국 제조업체들이 근무 시간 문제로 인한 엔지니어 파업에서 회복 중이었고, 미완성 주문이 밀려 있었다. 이로 인해 추가 동력이 즉시 필요한 영국 철도 회사들은 볼드윈 및 다른 미국 제조업체로 눈을 돌리게 되었다. 이에 따라 제작된 기관차의 예로는 미들랜드 철도, 그레이트 센트럴 철도, 그리고 그레이트 노던 철도를 위한 2-6-0 탄수차 기관차 세 배치, 그리고 1898년 잉글랜드 린턴 & 반스테이블 철도의 1 ft 11.5 in (597 mm) 궤간을 위한 2-4-2T (탱크 기관차) 린이 있다. 남아프리카의 케이프 정부 철도도 파업의 결과로 볼드윈에서 기관차를 구매했다. 불행히도, 이 기관차들 중 다수는 비정형적인 설계로 인해 승무원들에게 인기가 없었으며, 세 표준궤 영국 철도와 린턴 & 반스테이블의 린을 위해 제작된 모든 기관차를 포함하여 많은 기관차들이 더 이상 필요 없을 때 폐기되었다. 후자의 기관차 복제본은 부활된 린턴 & 반스테이블 철도를 위해 제작되었다.
또한 1890년대 후반에는 2대의 2-6-2T 탱크 기관차인 NA급이 빅토리아 철도(VR)를 위해 제작되었다. 이들은 새로운 2 ft 6 in (762 mm) 협궤 철도에서 시험용으로 사용되었다. 15대가 VR에 의해 추가로 제작되었다. 두 대 모두 폐기되었다.
프랑스 주둔군을 공급하기 위해 1916/7년에 영국 전쟁부의 주문으로 495대의 4-6-0PT가 제작되었다. 전쟁 후 잉여 기관차는 판매되어 프랑스, 영국, 인도에서 새로운 용도를 찾았다.
영국에서는 애쇼버 경철도, 글린 밸리 트램웨이, 스네일비치 디스트릭트 철도 및 웰시 하이랜드 철도에서 사용되었다.
웨일스의 웰시 하이랜드 철도는 1923년에 590호를 구매했다. 승무원들에게는 인기가 없었던 것으로 보이지만, 사진을 보면 철도가 폐쇄될 때까지 정기적으로 사용되었다는 것을 알 수 있다. 이 기관차는 버려진 철도의 자산이 전쟁 노력에 징발되면서 1941년에 폐기되었다. 인도에 남아있는 일부 기관차는 이후 영국으로 수입되었고, 그 중 하나는 웰시 하이랜드 철도 유한회사에서 폐기된 590호를 재현하기 위해 복원했다. 인도에서 수입된 다른 볼드윈 4-6-0PT 기관차로는 레이턴 버저드 경철도 소유의 그린샌드 철도 신탁회사가 복원하여 운행 가능한 상태로 만든 기관차와, 2013년 3월 스탯폴드 반 철도가 인수한 두 대의 기관차가 있다.
볼드윈은 또한 파이크스 피크 톱니바퀴 철도를 위해 6대의 기관차를 제작했는데, 이 중 3대는 1890년에 인도되었고 4번째는 1897년에 인도되었다. 이 기관차들은 가파른 경사의 보일러를 특징으로 했으며 압트 랙 시스템을 사용하여 평균 16% 경사를 오르내렸다. 마지막 볼드윈 기관차는 1955년에 정규 운행에서 제외되었다. 그 후 몇 년 동안 이 기관차들은 백업 엔진 및 제설용으로 사용되었다. 현재 3대의 기관차가 콜로라도주에 정태 보존되어 있다. 한 대(1호)는 골든 (콜로라도주)의 콜로라도 철도 박물관에 있다. 나머지 두 대는 콜로라도주 마니투 스프링스에 전시되어 있는데, 한 대(2호)는 시청 근처에 있고 다른 한 대(5호)는 파이크스 피크 톱니바퀴 철도 차량 기지에 있다. 4호 기관차는 사진 촬영 및 특별 행사를 위해 제한적으로 운행되고 있다. 그러나 선로를 따라 많은 급수탑이 제거되었기 때문에 더 이상 파이크스 피크 정상까지 운행하지 않는다. 3호와 6호 기관차는 수년에 걸쳐 폐기되어 부품으로 사용되었다.

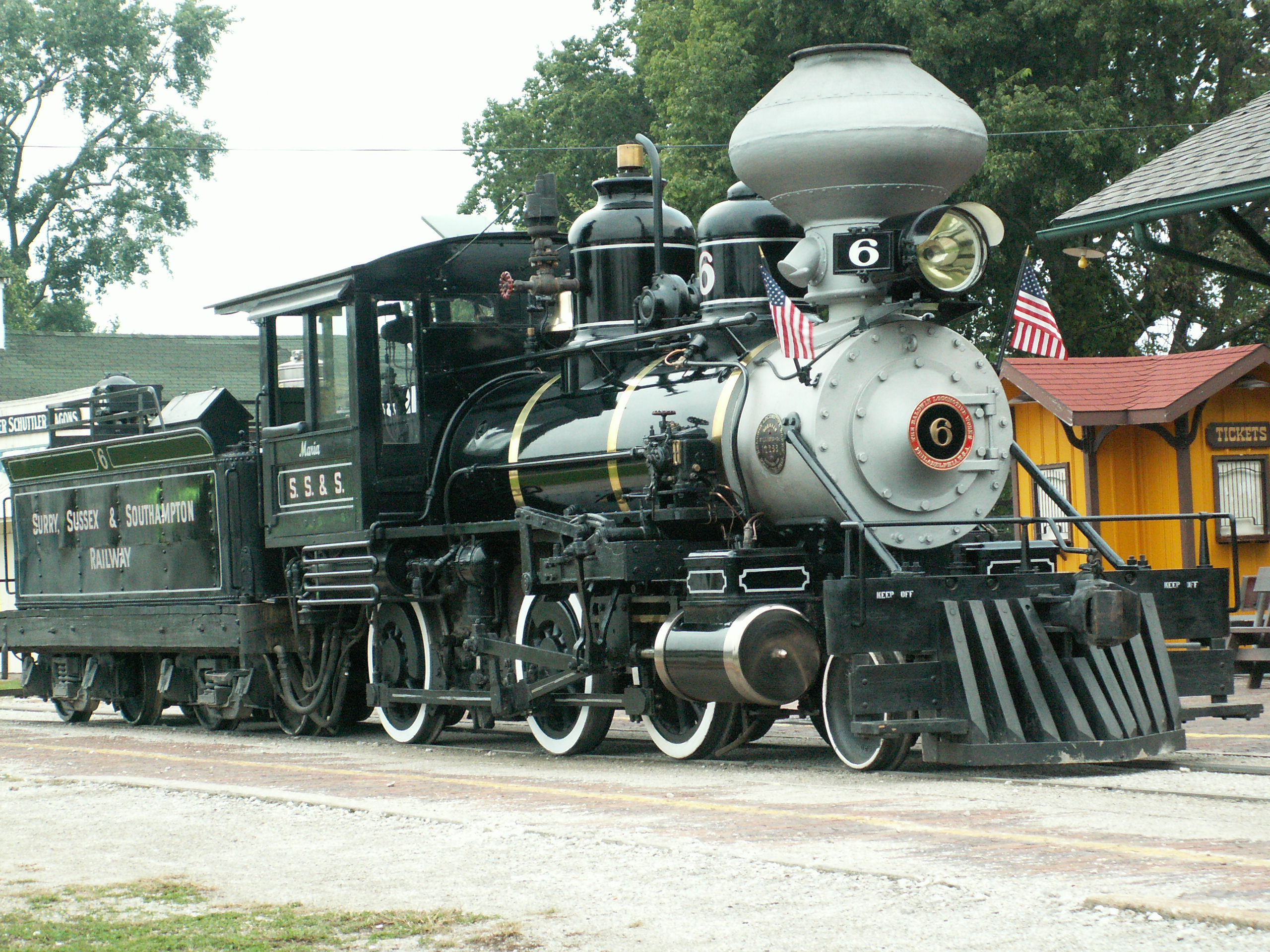
MCRR 볼드윈 모굴 6호

6호(빌더 플레이트 번호 12288)는 1891년 버지니아주 서리 서식스 & 사우샘프턴 철도를 위해 볼드윈이 제작한 36인치 2-6-0 기관차였다. SS&S는 우아한 외부 구동 장치인 남부 밸브 기어를 설치했다. 6호는 결국 사우스캐롤라이나주 아르헨트 벌목 회사에 판매되었다. 1960년에 6호는 아래 2호를 포함한 패키지 거래의 일부로 아이오와주 남동부의 미드웨스트 센트럴 철도에 의해 구매되었다. 이 기관차는 MCRR에서 정기적으로 운행된 최초의 기관차였으며, 1971년 대규모 점검을 위해 운행 중단될 때까지 주요 기관차였다. 1988년에 완성된 이 전면적인 재건축에는 새 보일러와 석유 연소 전환이 포함되었다. 2009년에 "중간" 보일러 수리가 시작되었고, 2010년 9월에 완료되어 2010년 미드웨스트 올드 쓰레셔스 리유니언에 맞춰졌다.
미드웨스트 센트럴 철도는 또한 1906년 뉴 베를린 & 윈필드 철도를 위해 제작된 36인치 2-6-0인 2호 기관차를 소유하고 있다. NB&W는 펜실베이니아주에서 농업 공동체를 위해 8-마일 (13 km) 노선을 운영했다. 이 두 기관차는 1910년대 중반까지 이 소규모 운행에서 화물과 승객을 수송했다. 1917년에 이 기관차는 사우스캐롤라이나주 아르헨트 벌목 회사에 판매되어 하디빌의 제재소로 통나무를 운반하기 위해 6호와 함께 늪지 선로에서 작업했다. 1960년 MCRR에 도착하자마자 상당한 수리를 받았고, 1970년대 초에 운행에 투입되어 MCRR의 주요 기관차로 6호를 대체했다. 1987년에 2호는 완전한 재건축을 위해 운행 중단되었고, 이는 2011년 1월 현재에도 진행 중이다.
플로리다 매직 킹덤 주변을 운행하는 월트 디즈니 월드 철도 (WDWRR)는 4대의 운행 가능한 볼드윈 기관차를 보유하고 있다: 1916년 클래스 8-C 4-4-0 4호 (더 로이 O. 디즈니), 1925년 클래스 10-D 4-6-0 설계의 쌍둥이 기관차 1호와 3호 (각각 월터 E. 디즈니와 로저 E. 브로지), 그리고 1928년 클래스 8-D 2-6-0 2호 (더 릴리 벨). 이들은 모두 원래 멕시코 유카탄주에서 운행하던 3 ft (914 mm) 철도인 유카탄 연합 철도 (UdeY)에서 근무했다. 1960년대 후반, 이들은 모두 디즈니 상상가 로저 브로지와 얼 빌머가 각각 8,000달러에 구매하여 운행 가능한 상태로 재건축되었으며, 원래 모습에서 1880년대의 증기 기관차와 비슷하게 상당한 변화를 주었다. 다른 세 대의 디즈니 소유 볼드윈 기관차 (3호 프레드 걸리, 4호 어니스트 S. 마쉬, 5호 워드 킴볼)는 디즈니랜드 철도에서 운행되며, 이들은 디즈니랜드 주변을 두 대의 WED 엔터프라이즈에서 제작한 추가 기관차와 함께 운행된다.
볼드윈은 또한 건물과 산업에 난방 및 동력을 공급하기 위한 많은 보일러와 고정식 증기 기관을 제작했다.

### 노면 전차 및 트램웨이 증기 기관
철도 기관차뿐만 아니라 볼드윈은 미국 및 전 세계의 운영자를 위해 대량의 노면 전차 증기 기관을 제작했다. 9인치, 11인치, 13인치 모터의 세 가지 기본 모델이 있었는데, 크기는 보일러 용량보다는 실린더 크기에 따라 결정되었다. 이들은 대부분 전기 트램카로 대체되었지만, 일부는 전철화되지 않은 시스템을 위해 20세기까지 제작되고 운행되었다. 1879년부터 1910년까지 호주 시드니의 뉴사우스웨일스 정부 트램웨이를 위해 100대 이상이 제작되었다. 대부분은 11인치, 0-4-0 구성이었다.
운행 가능한 NSWGT 현존 증기 기관차 두 대:
- 볼드윈 11676호, 1891년 제작, NSWGT 103호 밸리 하이츠 증기 트램웨이, 뉴사우스웨일스주, 호주.
- 볼드윈 11665호, 1891년 제작, NSWGT 100호 교통 기술 박물관, 오클랜드 (뉴질랜드), 뉴질랜드. 100호는 1910-1950년 뉴질랜드 왕가누이에서 사용되었다.

다른 볼드윈 증기 기관 운영자:
- 타카푸나 트램웨이 및 페리 회사, 뉴질랜드 오클랜드, 1910–1927년. 노선은 베이워터에서 밀포드까지 타카푸나와 푸푸케 호수를 경유했다. 현존하는 기관차는 없다.

### 전기 기관차
20세기 초부터 볼드윈은 미국 시장을 위한 전기 기관차를 제작하기 위해 웨스팅하우스 일렉트릭 컴퍼니와 관계를 맺었다. 전기 기관차는 점점 더 인기를 얻었다. 전철화는 비용이 많이 들었지만, 높은 교통량이나 산악 지형에서는 그만한 가치를 할 수 있었고, 뉴욕과 같은 일부 도시에서는 오염과 연기로 가득 찬 터미널에서의 사고 경향 때문에 증기 기관차를 금지하고 있었다. 볼드윈은 차체와 구동 장치를 제작하거나 하청을 주었고, 웨스팅하우스는 전기 장치를 제작했다. 둘 다 외국 시장을 위해 네덜란드의 N.V. Heemaf 및 Werkspoor와 유사한 계약을 맺었다.
볼드윈은 뉴욕, 뉴헤이븐 & 하트포드 철도를 위해 유명한 EP-1 (1906), EF-1 (1912) 및 EP-2 박스형 전기 기관차를 제작했다. 볼드윈은 또한 밀워키 로드를 위해 EP-3 박스형 전기 기관차를 납품하여 몬태나주 할로턴과 아이다호주 에이버리 사이의 노선에 사용했다.
볼드윈은 또한 펜실베이니아 철도를 위해 P5A, R1 및 유명한 GG1을 포함한 여러 전기 기관차 유형을 제작했다. 볼드윈은 뉴욕과 워싱턴 D.C. 사이의 펜실베이니아 철도의 전철화된 노선에 사용하기 위한 첫 GG1 프로토타입 전기 기관차를 1935년에 완성했다.

### 증기 터빈 기관차

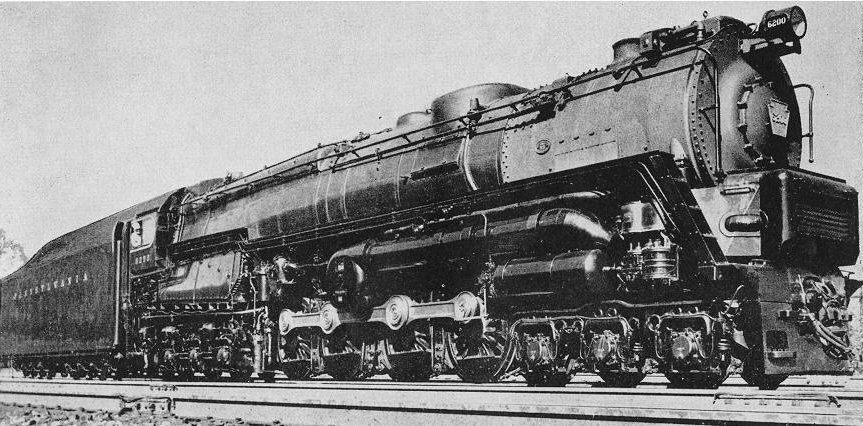
펜실베이니아 철도 S2급 #6200

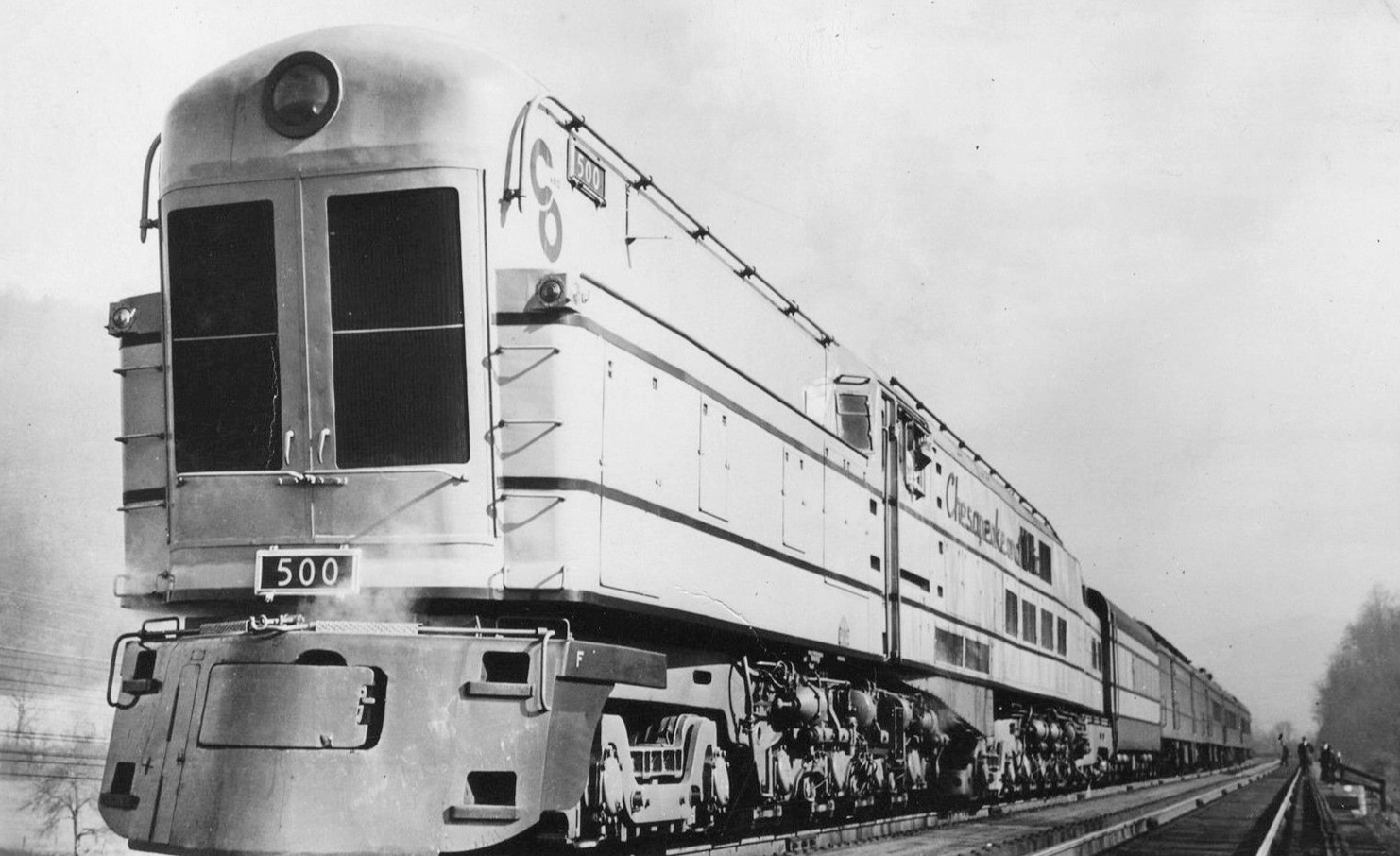
C&O M-1급 #500

증기 시대의 황혼기에 볼드윈은 디젤 동력의 대안 기술을 시도하기도 했다. 1944년 볼드윈은 펜실베이니아 철도를 위해 S2급 6-8-6 증기 터빈 기관차를 출고했다.
1947년에서 1948년 사이에 볼드윈은 체사피크 & 오하이오(C&O)의 여객 서비스용으로 독특한 디자인의 석탄 연소 증기 터빈 전기 기관차 3대를 제작했는데, C&O는 이들을 500호부터 502호까지 분류하여 M-1급으로 명명했다. 6,000 마력 (4,500 kW)의 이 기관차는 웨스팅하우스 전기 시스템을 장착하고 2-C1+2-C1-B 차륜 배치를 가졌으며, 길이가 106 피트 (32 m)에 달해 여객 서비스용으로 제작된 기관차 중 가장 길었다. 운전실은 중앙에 위치했고, 그 앞에 석탄 벙커가 있었고 뒤에는 거꾸로 장착된 보일러가 있었으며, 탄수차는 물만 실었다. 이 기관차들은 워싱턴 D.C.에서 신시내티까지의 노선을 위해 의도되었지만, 어떤 종류의 고장 없이 전체 노선을 이동할 수 없었다. 석탄 먼지와 물이 자주 견인 모터로 들어갔다. 이러한 문제들은 시간이 주어졌다면 해결될 수 있었지만, 이 기관차들은 항상 유지 보수 비용이 많이 들 것이 분명했고, 세 대 모두 1950년에 폐기되었다.
1954년 5월, 볼드윈은 노퍽 & 웨스턴(N&W)의 화물 서비스용으로 4,500 마력 (3,400 kW)의 증기 터빈 전기 기관차를 제작했는데, 이 기관차는 철도 작업반의 강철 망치질꾼으로 증기 드릴과의 경쟁에서 승리했지만 직후 사망했다는 존 헨리 전설을 따서 "존 헨리"라는 별명이 붙었다. 이 기관차는 C&O 터빈과 외관은 비슷했지만 기계적으로는 매우 달랐다. C+C-C+C 차륜 배치를 가지고 있었고, 자동 제어 장치가 장착된 개선된 수관 보일러를 갖추고 있었다. 불행히도 보일러 제어 장치는 때때로 문제가 있었고, C&O 터빈과 마찬가지로 석탄 먼지와 물이 모터로 들어갔다. "존 헨리"는 1958년 1월 4일 N&W 명단에서 퇴역했다.

### 디젤 전기 기관차

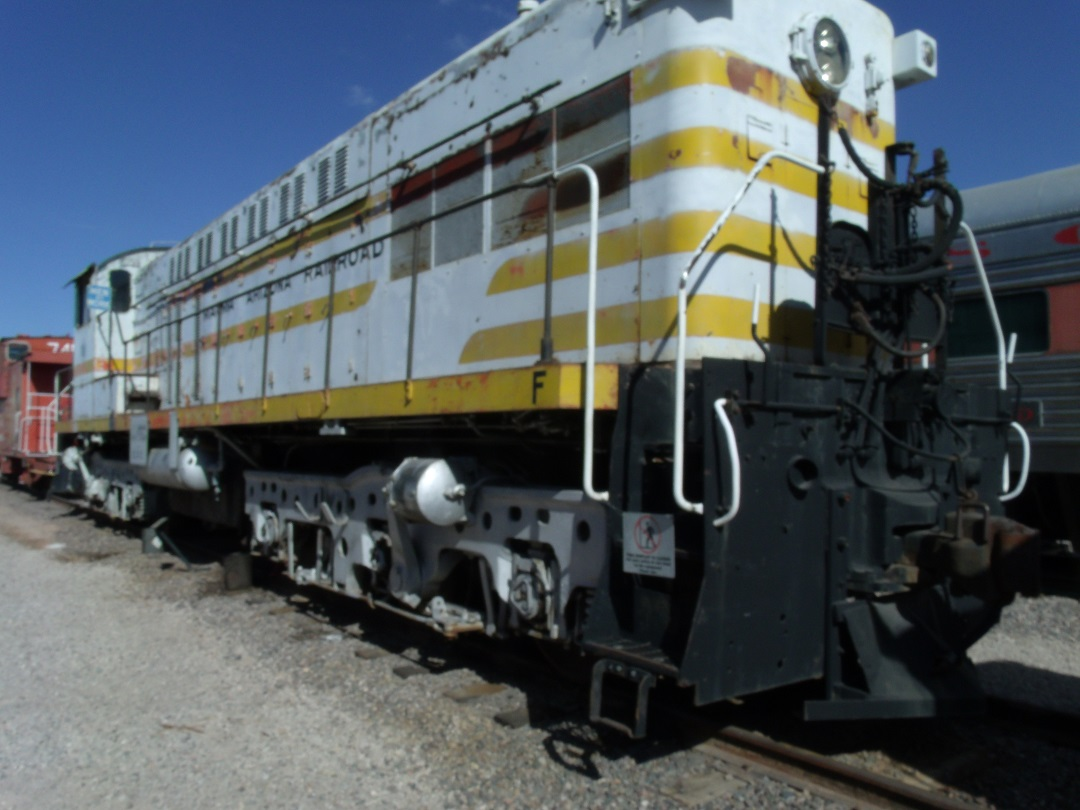
마그마 애리조나 철도 볼드윈 10호. 볼드윈 로코모티브 웍스는 1950년 이 기관차를 DRS 6-6-1500 디젤 기관차로 제작하여 맥클라우드 강 철도 29호로 납품했다.

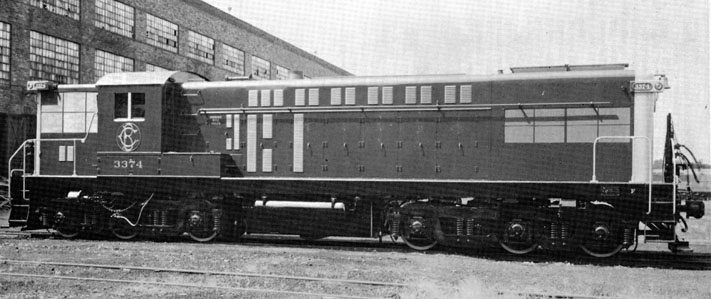
브라질 AS616급

시장에서는 어느 정도 성공적이었지만, 볼드윈 디젤은 다른 제품만큼 잘 팔리지 않았다. 견고한 웨스팅하우스 전기 장치 덕분에 견인력은 뛰어났지만, 디젤 원동기는 동급 EMD 및 알코 제품보다 신뢰성이 떨어졌다. 회사는 증기 동력을 선호했으며, 신뢰할 수 있는 디젤 도로 기관차 제작으로의 전환이 늦었다. 1940년대 후반까지 볼드윈의 주요 디젤 경쟁업체인 알코, EMD, 페어뱅크스-모스는 각각 4~5개의 표준 기관차 모델을 확정했으며, 이들은 조립 라인 생산에 적합했다. 반면 볼드윈은 개별 철도 회사의 요청에 따라 맞춤형 기관차 설계를 계속 제공하는 유일한 제조업체였다. 이로 인해 디젤 모델 수가 많아졌고, 대부분의 모델은 소량만 생산되었다(입환용 기관차를 제외하고는 50대 이상 생산된 모델은 거의 없었다). 이는 볼드윈이 규모의 경제나 일관된 품질 관리, 또는 경쟁사들이 누렸던 각 모델의 진화로부터 혜택을 받지 못하여 경쟁에서 불리하게 만들었다. 심지어 같은 모델의 유닛 간에도 구조가 다를 수 있었는데, 특히 순서대로 제작되지 않은 경우 더욱 그러했다. 마지막 볼드윈-리마-해밀턴 디젤은 1956년에 납품되었다.

### 가스 터빈 전기 기관차
1950년 4월, 볼드윈과 웨스팅하우스는 B-B-B-B 차륜 배치를 가진 4000호 "블루 구스"로 알려진 실험적인 4,000 hp (3,000 kW) 가스 터빈 기관차를 완성했다. 이 기관차는 두 대의 2,000 hp (1,500 kW) 터빈 엔진을 벙커 C 연료유로 구동했으며, 오른쪽 터빈의 폐열을 활용하는 증기 발생기를 통해 여객 열차 난방이 가능했고, 100 마일 매 시 (160 km/h)를 위한 기어를 갖추고 있었다. PRR, MKT, CNW에서 화물 및 여객 서비스 모두에서 성공적으로 시연되었지만, 생산 주문은 이어지지 않았고, 1953년에 폐기되었다.

## 같이 보기
- 볼드윈 기관차
- 볼드윈 디젤 기관차 목록
- 새뮤얼 M. 보클랭 디자이너 및 철도 개척자
- 보클랭 복식기관
- 휘트컴 로코모티브 웍스

## 참고 문헌
- Alexander, E.P. (2003), 《Iron Horses: American Locomotives 1829–1900》, 쿠리어 도버 출판사, ISBN 0-486-42531-2
- Best, Gerald M. (1968), 《Mexican Narrow Gauge》, 하웰-노스 북스.
- Brown, John K. (1995), 《The Baldwin Locomotive Works, 1831–1915: A Study in American Industrial Practice》, Studies in Industry and Society series, 볼티모어 (메릴랜드주), 미국: 존스 홉킨스 대학교 출판부, ISBN 978-0-8018-5047-9.
- Churella, Albert J. (1998). 《From Steam to Diesel: Managerial Customs and Organizational Capabilities in the Twentieth-Century American Locomotive Industry》. 프린스턴 (뉴저지주): 프린스턴 대학교 출판부. ISBN 978-0-691-02776-0.
- Cotterell, Paul (1984), 《The Railways of Palestine and Israel》, 애빙던: 투렛 출판, ISBN 0-905878-04-3.
- Leaphart, David (2016). 《Walt Disney World Railroads Part 3: Yucatan Jewels》 1판. Steel Wheel on Steel Rail Studio. ISBN 978-1-533-03707-7.
- Marx, Thomas G. (1976), “Technological Change and the Theory of the Firm: The American Locomotive Industry, 1920–1955”, 《비즈니스 히스토리 리뷰》 50 (1): 5–18, doi:10.2307/3113572, JSTOR 3113572, S2CID 154642921.
- Pinkepank, Jerry A. (1973), 《The Second Diesel Spotter's Guide》, 밀워키 (위스콘신주): 칼름바흐 출판사, ISBN 0-89024-026-4
- 틀:Sloan1964
- Warner, Paul Theodore (1924), 《Motive Power Development on the Pennsylvania Railroad System, 1831–1924》, 펜실베이니아 철도 회사.
- Westing, Frederick (1982) [1966], 《The locomotives that Baldwin built. Containing a complete facsimile of the original "History of the Baldwin Locomotive Works, 1831–1923》, 크라운 출판 그룹, ISBN 978-0-517-36167-2, LCCN 66025422

## 더 읽어보기
- Baldwin Locomotive Works (1897), 《History of the Baldwin Locomotive Works from 1831 to 1897》, 필라델피아: J. B. 리핀콧 컴퍼니
- 《볼드윈 로코모티브 웍스 역사》, 필라델피아: 에지셀 컴퍼니, 1903, OL 7187983M
- 증기 기관차 제작사